# Liste der Baudenkmäler in Seßlach
Auf dieser Seite sind die Baudenkmäler in der oberfränkischen Stadt Seßlach zusammengestellt. Diese Tabelle ist eine Teilliste der Liste der Baudenkmäler in Bayern. Grundlage ist die Bayerische Denkmalliste, die auf Basis des Bayerischen Denkmalschutzgesetzes vom 1. Oktober 1973 erstmals erstellt wurde und seither durch das Bayerische Landesamt für Denkmalpflege geführt wird. Die folgenden Angaben ersetzen nicht die rechtsverbindliche Auskunft der Denkmalschutzbehörde.
 Diese Liste gibt den Fortschreibungsstand vom 11. September 2014 wieder und enthält 201 Baudenkmäler.

## Ensembles

### Ensemble Altstadt Seßlach

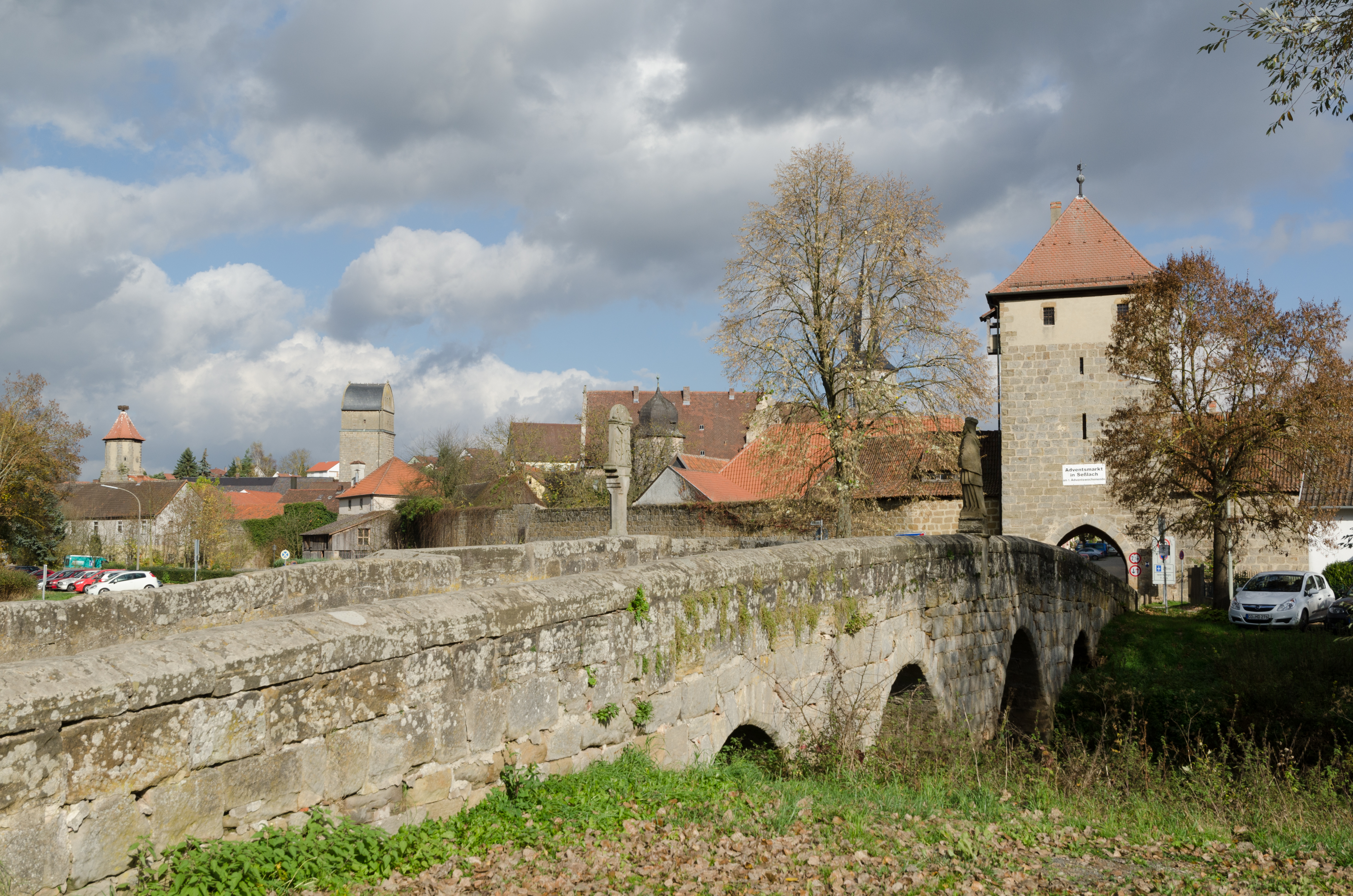
Rodachbrücke und Stadtmauer von Westen

Die am linken Ufer der Thüringer Rodach gelegene zweitkleinste Stadt Bayerns zeichnet sich durch ihre vollständige Geschlossenheit aus. Die bis auf ein kurzes fehlendes Stück der Stadtmauer heute noch ganz befestigte Stadt bewahrt zur Feldseite das mittelalterliche Gepräge. Im Innern jedoch ist sie durch die monumentalen und bürgerlichen Bauten des 17./18. Jahrhunderts mehr als barocke Landstadt charakterisiert.
Der um 800 bezeugte Ort, nordwestlich des Schlosses Geiersberg gelegen, erhielt 1335 nach Gelnhauser Muster Stadtrecht und damit auch das Recht sich zu befestigen. Der damals begonnene unregelmäßig ovale Bering, der bis ins 18. Jahrhundert Erneuerungen erfuhr, wird von einer großen Längsachse (Luitpoldstraße) durchzogen, auf die T-förmig eine Querstraße stößt, die vor dem Rathaus den Marktplatz bildet und sich an der Nordseite vor dem ehemaligen Amtshaus zum Maximiliansplatz öffnet.
Alle Tore dieser Dreitoranlage sind erhalten: das Zinken bzw. Coburger oder Hattersdorfer Tor im Norden, das Geiersberger- oder Eckersdorfer Tor im Süden und das Rothenberger bzw. Zent- oder Schuldtor im Westen.
Die spätgotische, barockisierte Stadtpfarrkirche steht auf dem Kirchhügel, einer kleinen Erhebung ehemals ganz in der Nordecke der Ummauerung, später durch eine Erweiterung nördlich der jetzigen Pfarrgasse mehr ins Stadtinnere gerückt. Neben der sakralen Dominante der Pfarrkirche und den „städtischen“ Dominanten der Stadttore bestimmen die ehemaligen fürstbischöflichen Monumentalbauten das Stadtbild. Diese stattlichen dreigeschossigen und massiven Bauten (Luitpoldstraße 3, 7 und Maximiliansplatz 104) überragen die niedrigeren zweigeschossigen bürgerlichen Fachwerkbauten. Im Ortskern wurde gegenüber dem Rathaus nach einem Ortsbrand von 1905 mit einer einfühlenden Neubebauung in Formen des Heimatstils die innerstädtische Geschlossenheit der Hauptstraße wieder hergestellt. Aktennummer: E-4-73-165-1.

## Stadtbefestigung Seßlach
Der spätmittelalterliche Mauerring ist ohne Wehrgang, bis auf ein kurzes Stück hinter Flur Nr. 3 erhalten. Die Mauer besteht aus Sandsteinquadern. Es gibt vier Mauertürme und sechs Mauerstümpfe. Auf der Mauer befinden sich lose Rollsteine, so genannte Wurfsteine. Die Stadtmauer ist ab 1335 mit Erhalt von Stadt- und Befestigungsrecht entstanden und im 15. Jahrhundert erweitert. Im späten 16./frühen 17. Jahrhundert wurde die Befestigung ausgebaut. Der ehemalige Stadtgraben ist weitgehend eingeebnet, jedoch freigehalten. An der Ostseite und Südseite ist noch ein Graben erhalten. Aktennummer: D-4-73-165-3
Der südliche und westliche Mauerabschnitt erstreckt sich vom Geiersberger Tor zum Rothenberger Tor.

| Lage                                                           | Objekt               | Beschreibung | Akten-Nr.    | Bild           |
| -------------------------------------------------------------- | -------------------- | --- | ------------ | -------------- |
| Luitpoldstraße 26; Geiersberger Tor; Nähe Heldenweg (Standort) | Geiersberger Torturm | viergeschossiger Sandsteinquaderbau, 1343, 1551 aufgestockt, Mansarddach des 18. Jahrhunderts; an der östlichen Wand der Durchfahrt Sandsteinrelief mit Kreuzgruppe, bezeichnet 1343 | D-4-73-165-4 | weitere Bilder |
| Luitpoldstraße 26; Geiersberger Tor; Nähe Heldenweg (Standort) | Geiersberger Torturm | davor ehemals Brücke | D-4-73-165-4 | weitere Bilder |
| Luitpoldstraße 26; Geiersberger Tor; Nähe Heldenweg (Standort) | Geiersberger Torturm | an der östlichen Wand der Durchfahrt Sandsteinrelief mit Kreuzgruppe, bezeichnet 1343                                                                                                | D-4-73-165-4 | weitere Bilder |

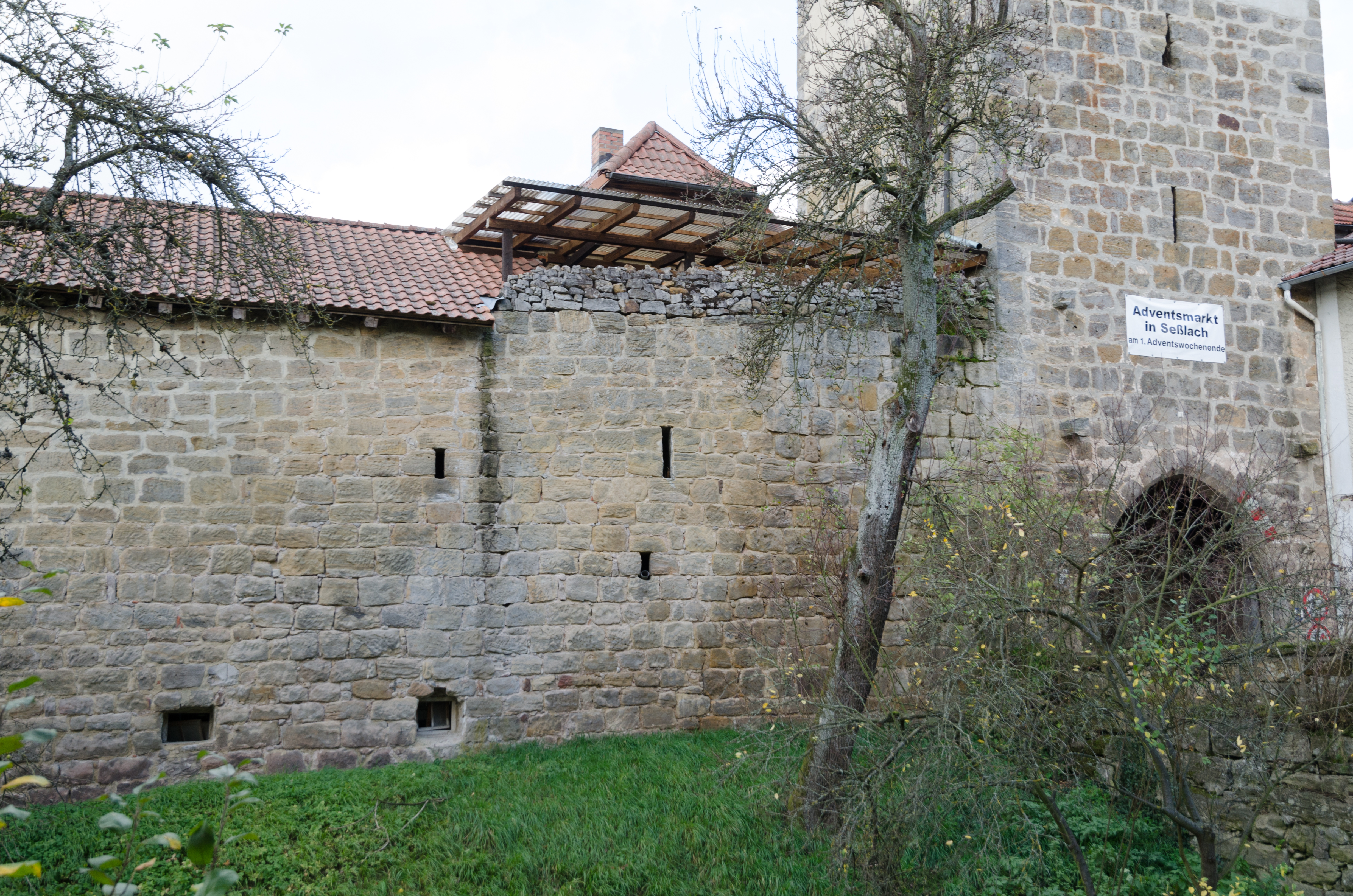
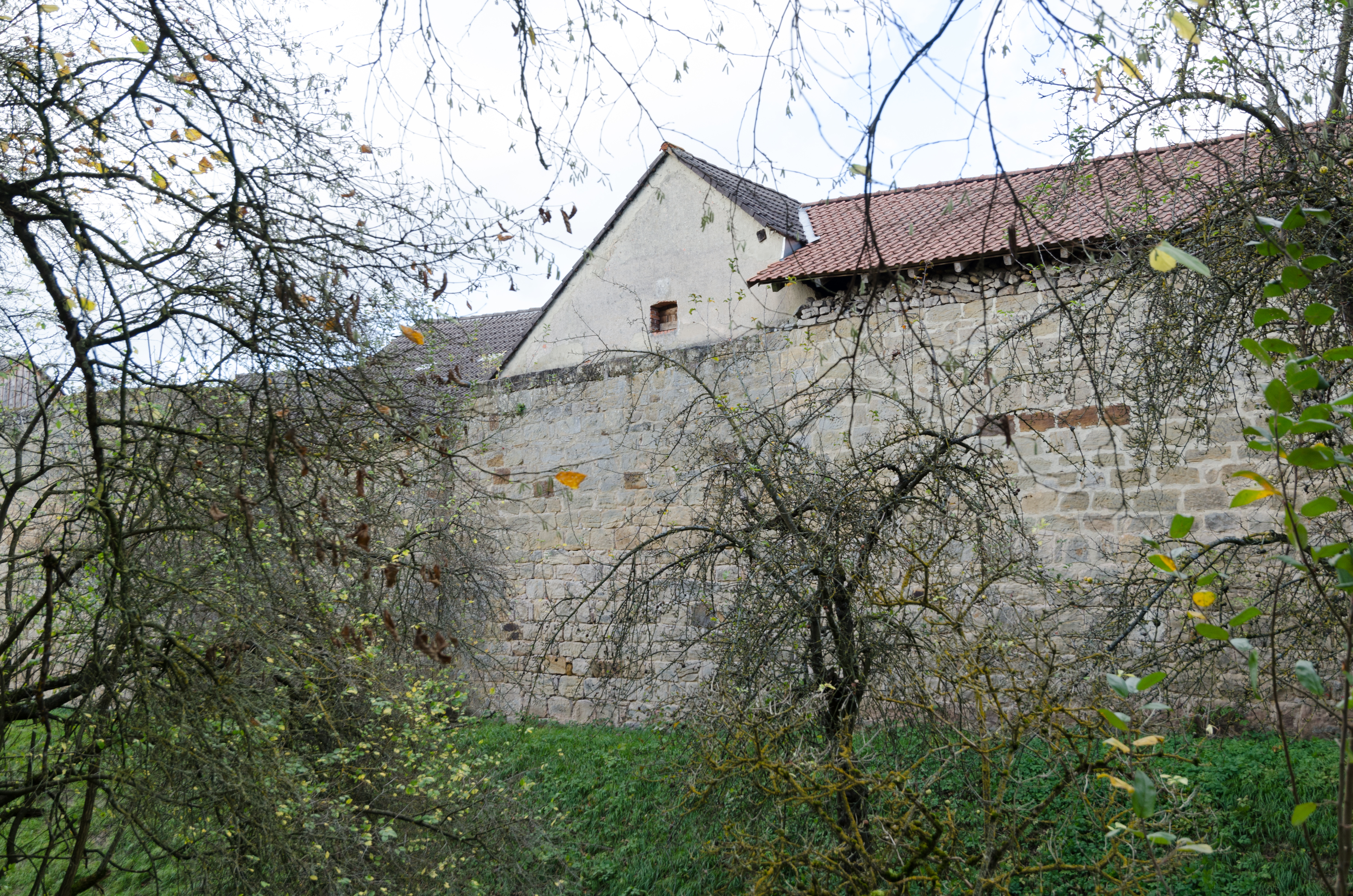
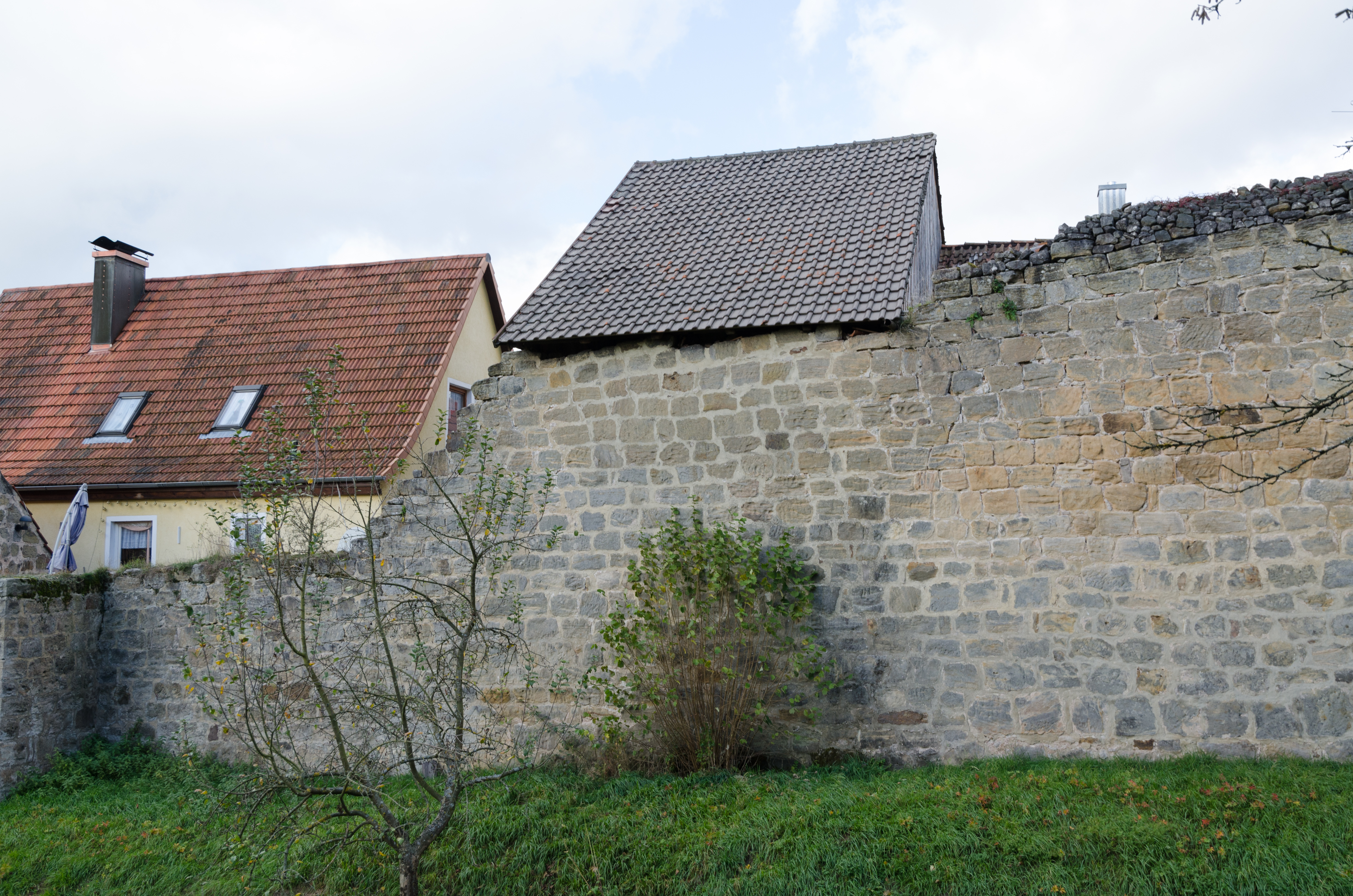
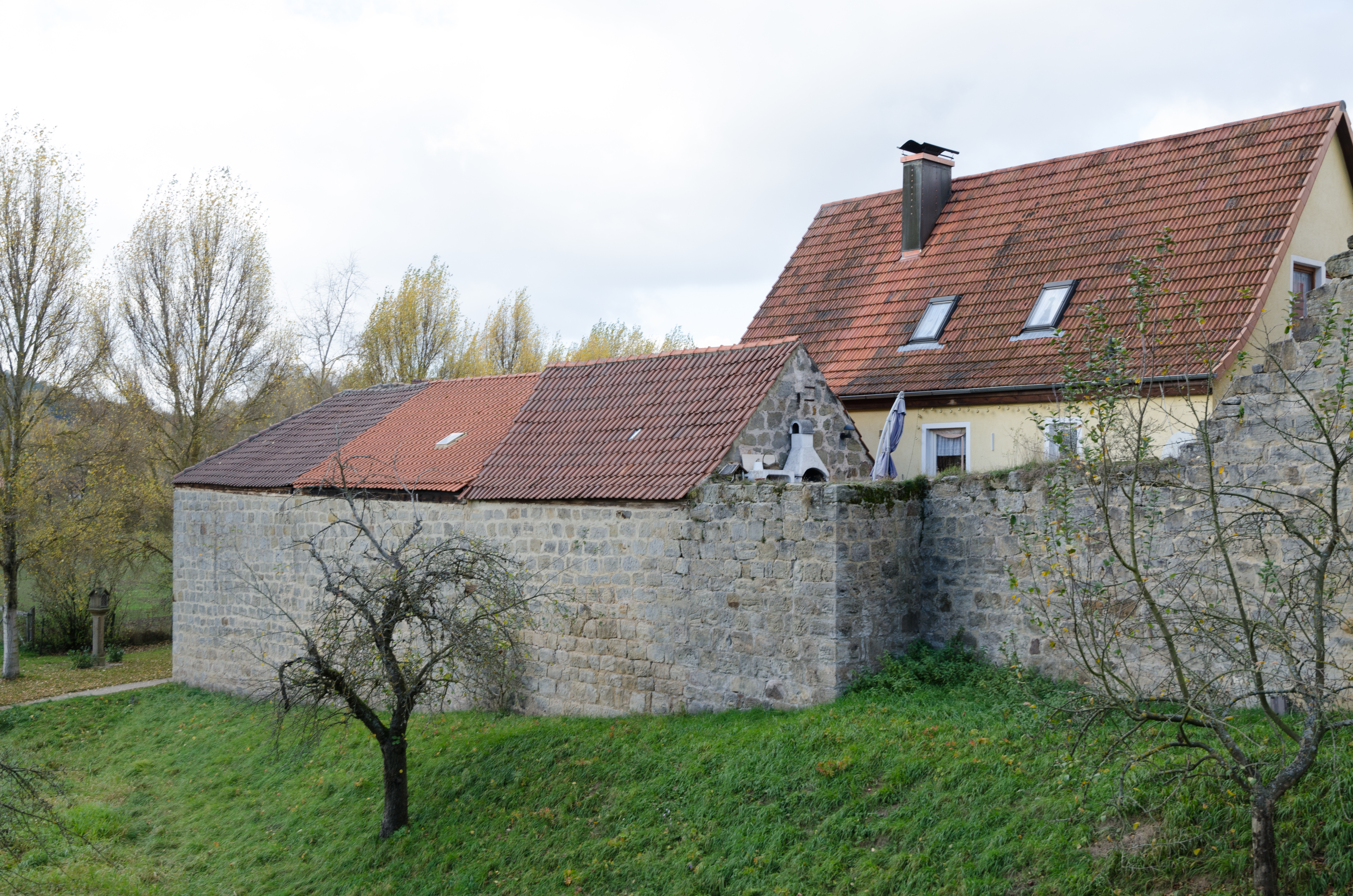
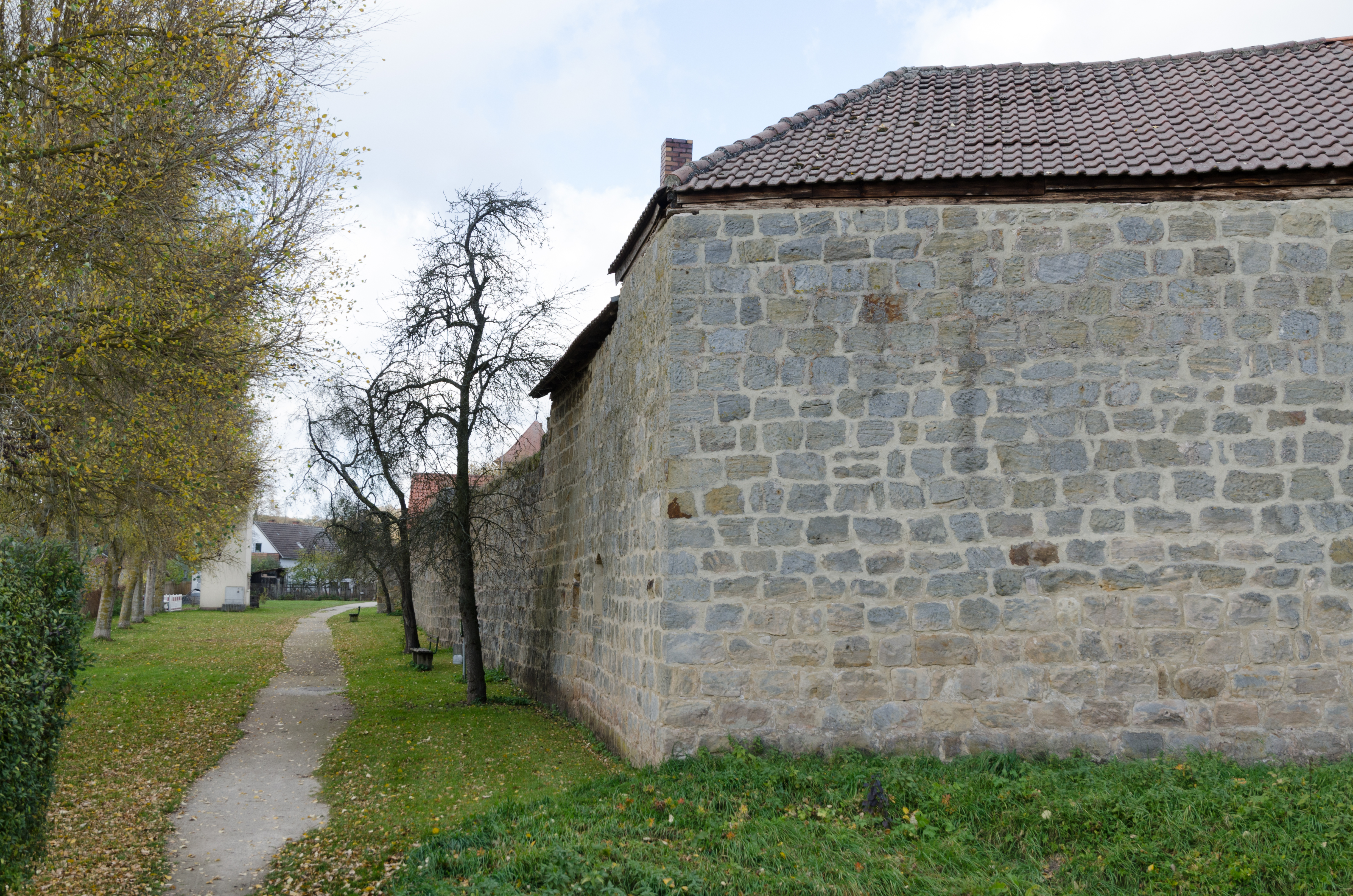
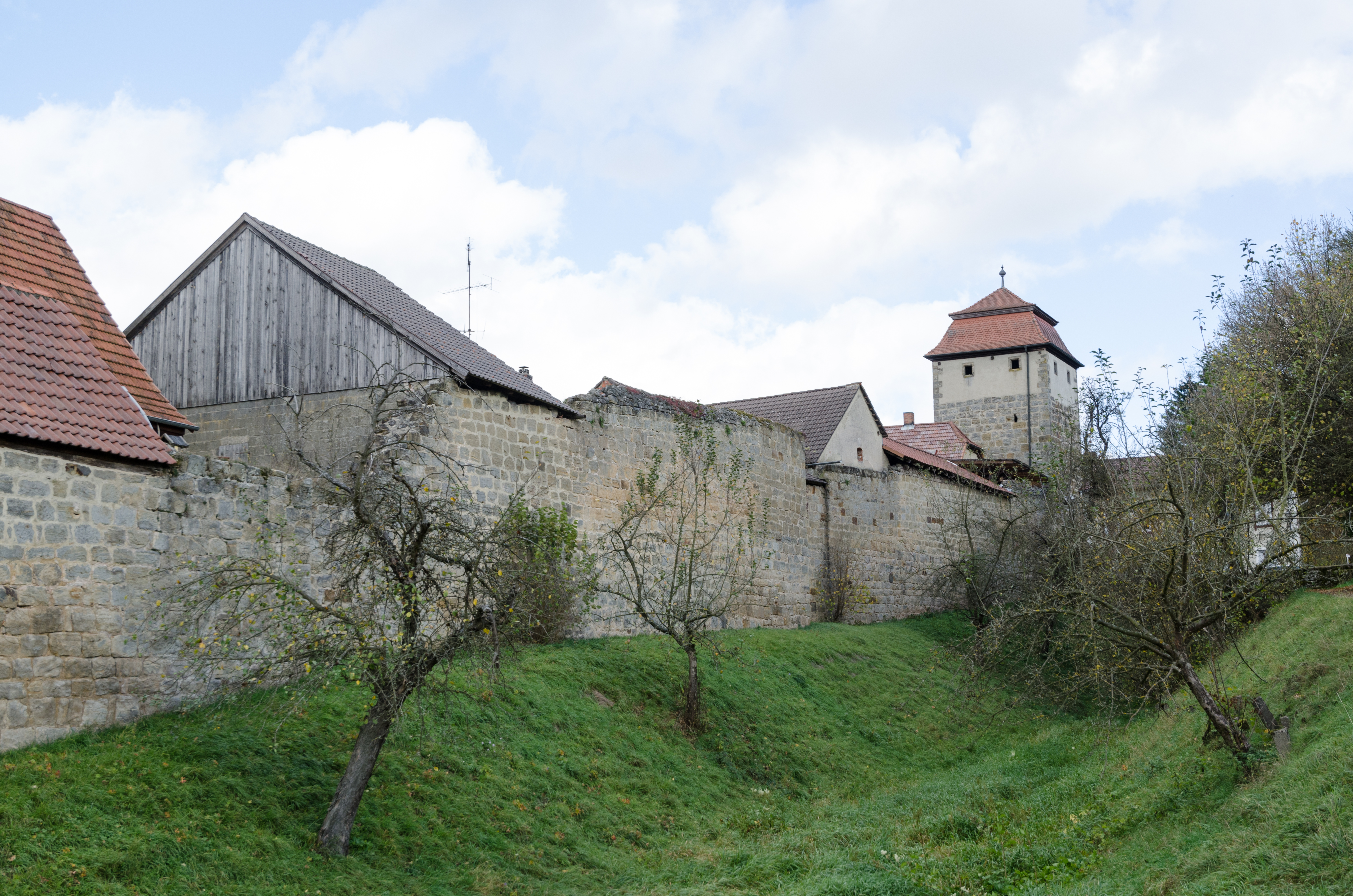
Stadtgraben vom Geiersdorfer Tor
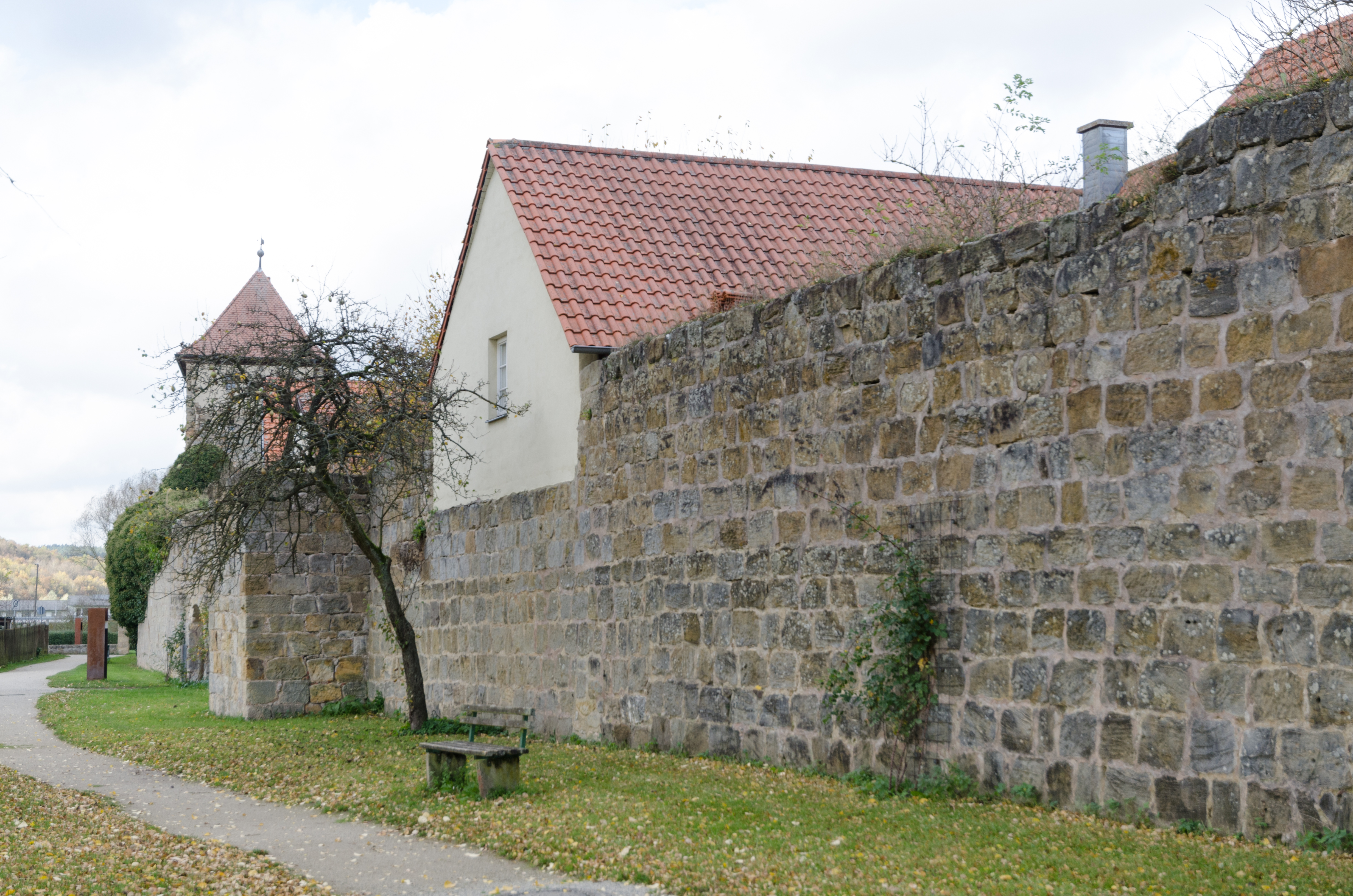
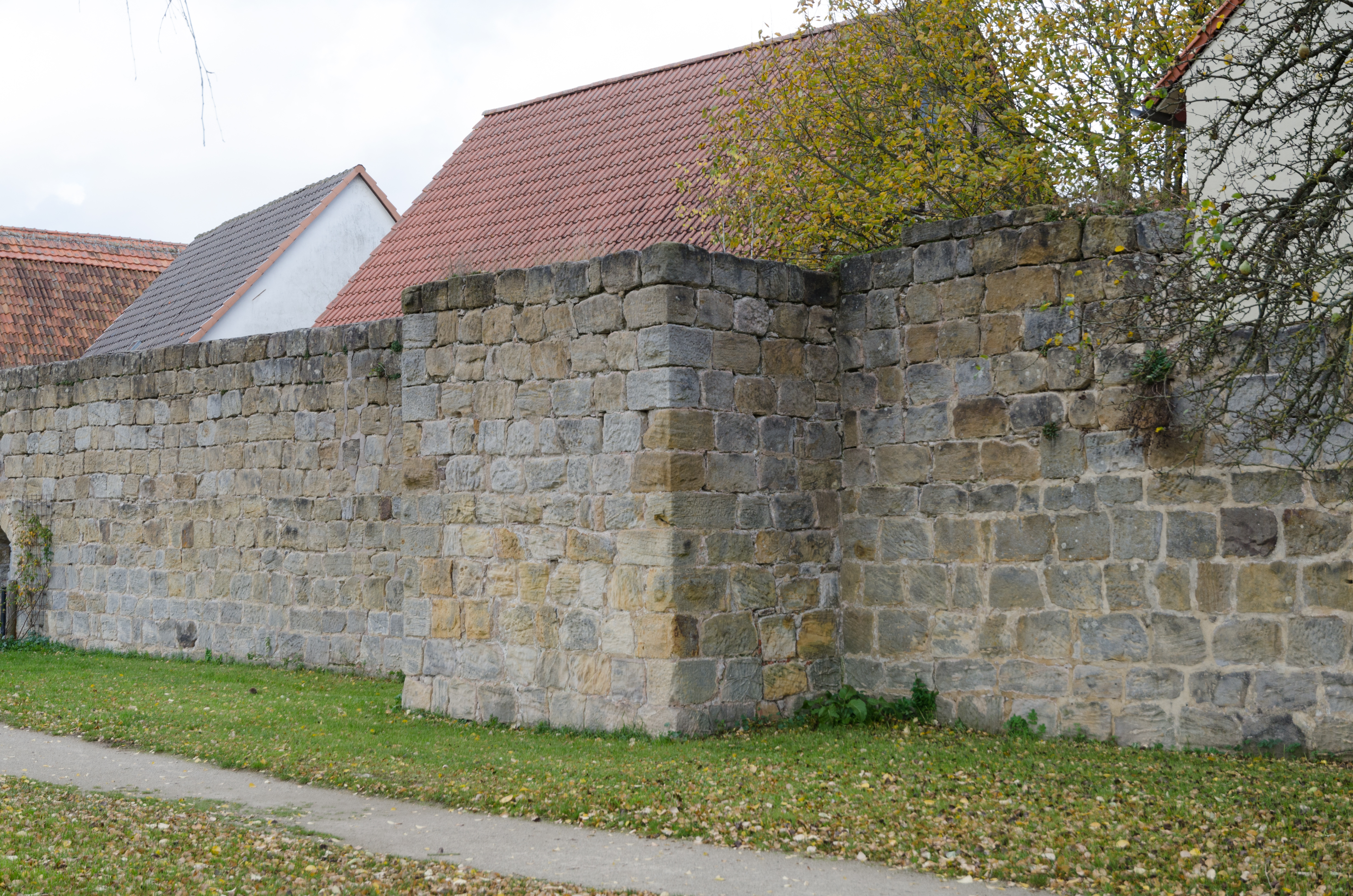
eckiger Mauerturmstumpf
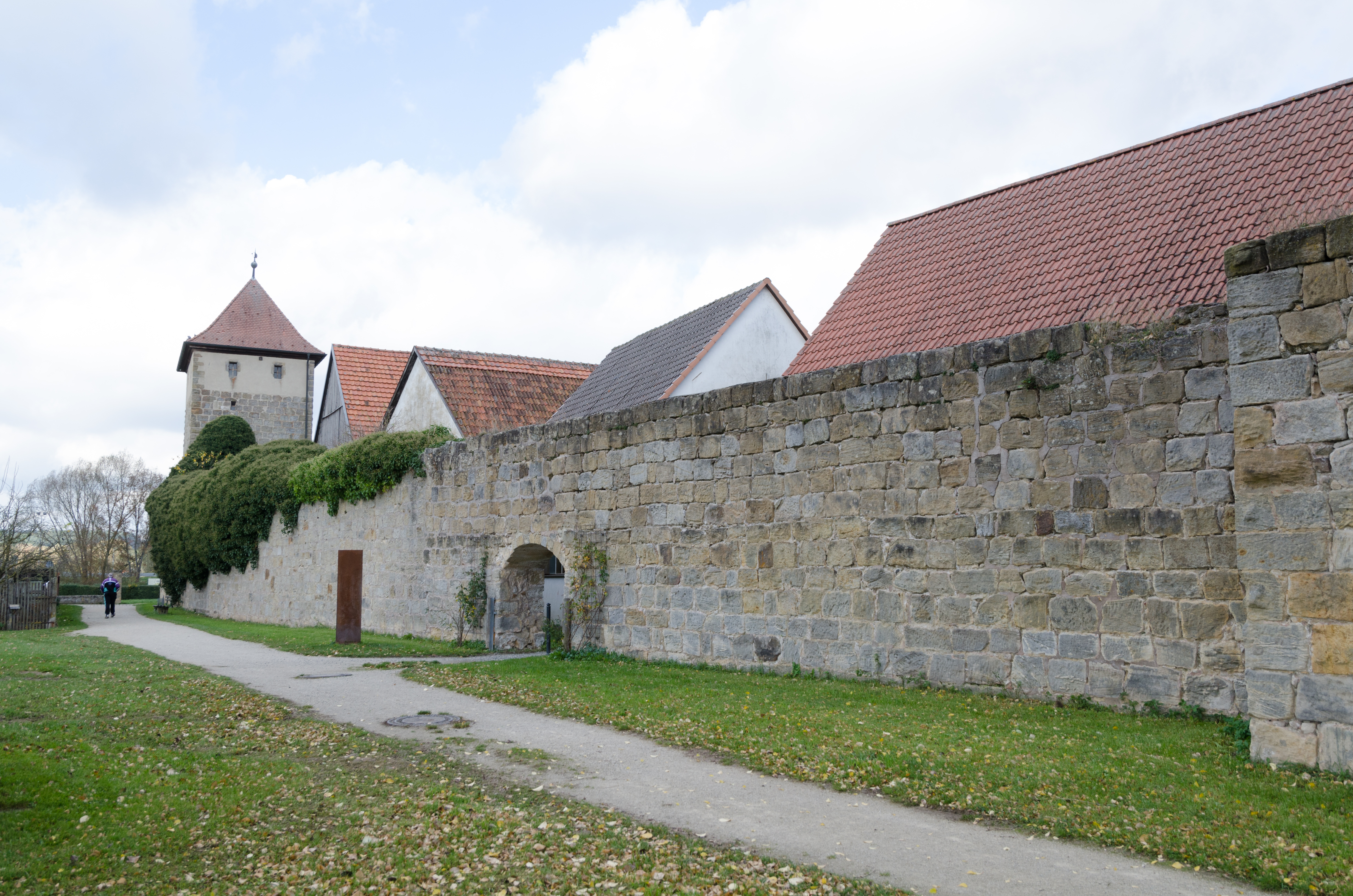
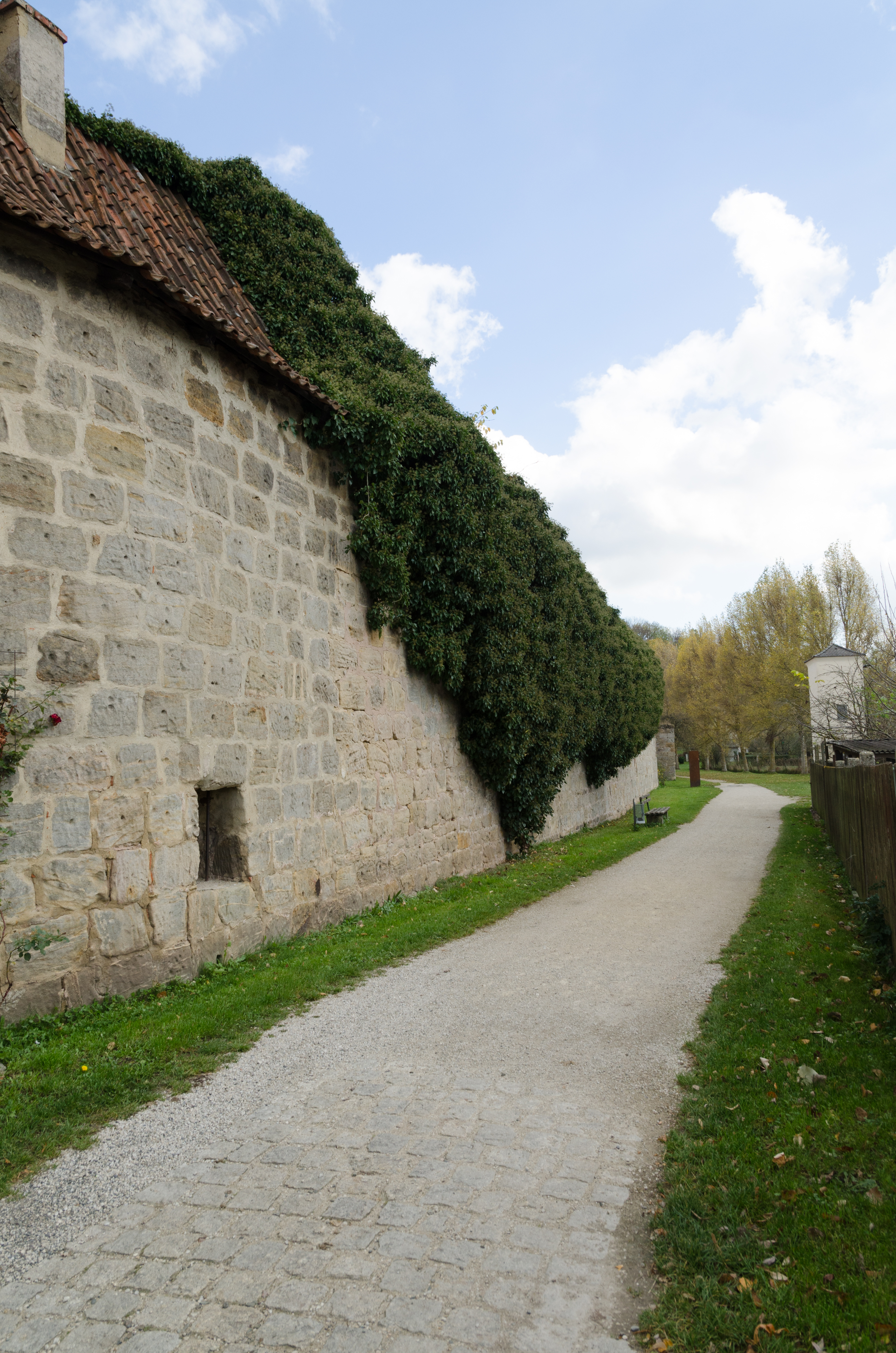

Der Mauerabschnitt erstreckt sich vom Rothenberger Tor zum Hattendorfer Tor.

| Lage                                        | Objekt               | Beschreibung | Akten-Nr.    | Bild           |
| ------------------------------------------- | -------------------- | --- | ------------ | -------------- |
| Flenderstraße 88; Nähe Juliusweg (Standort) | Rothenberger Torturm | viergeschossiger Sandsteinquaderturm mit Zeltdach, 1610 aufgestockt; davor massive Brüstung der vormaligen barockzeitlichen Bogenbrücke | D-4-73-165-5 | weitere Bilder |

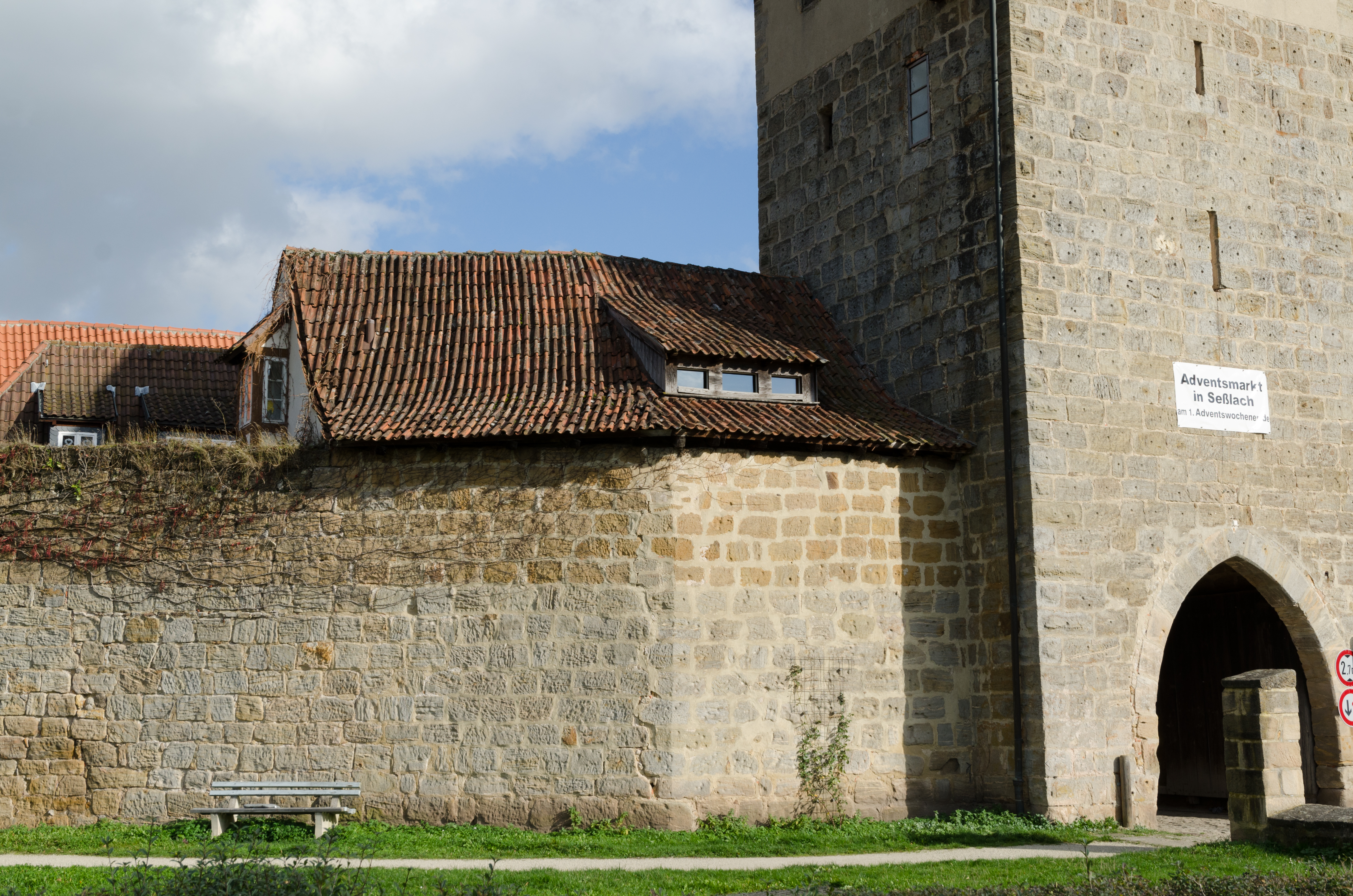
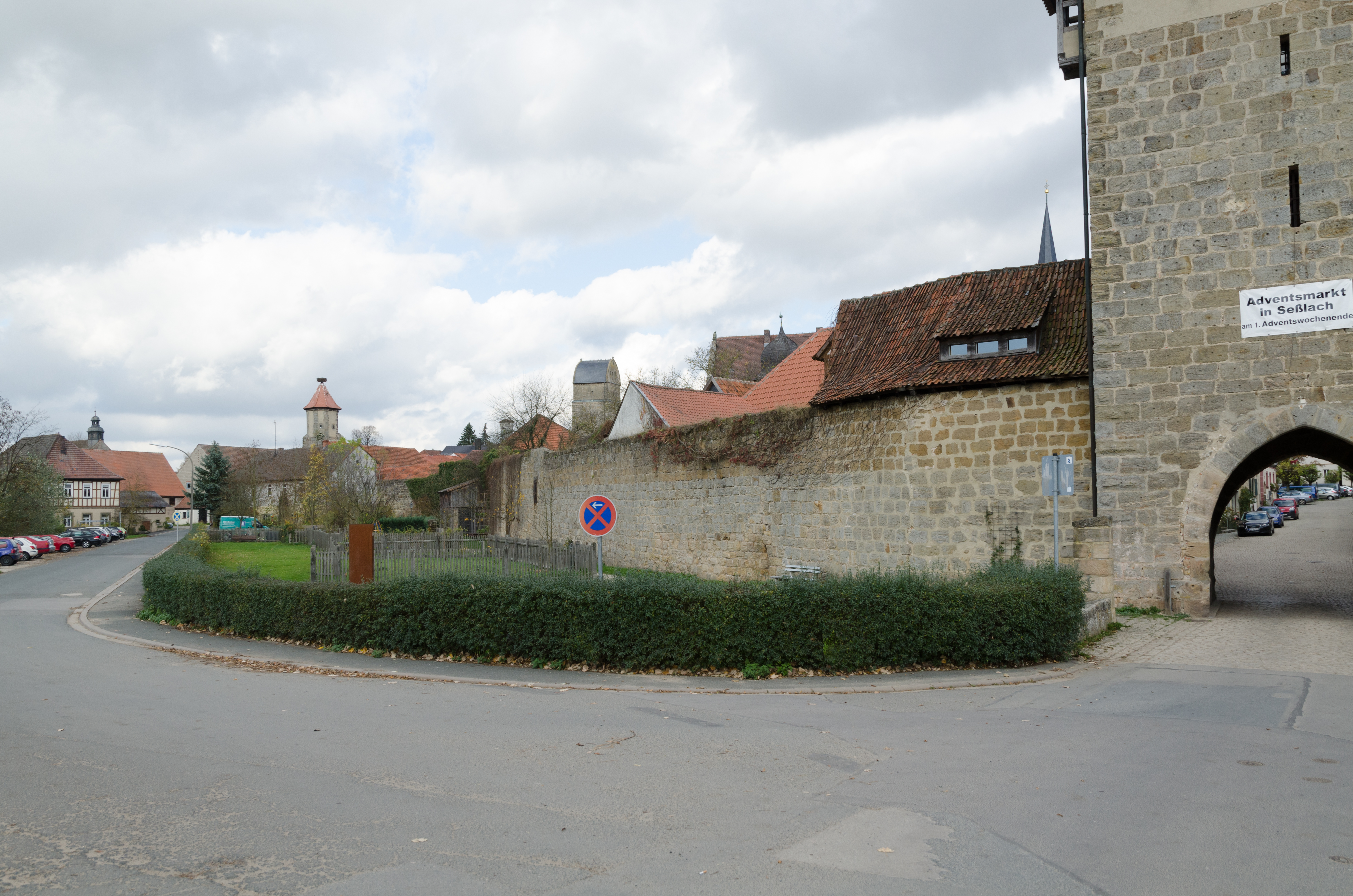
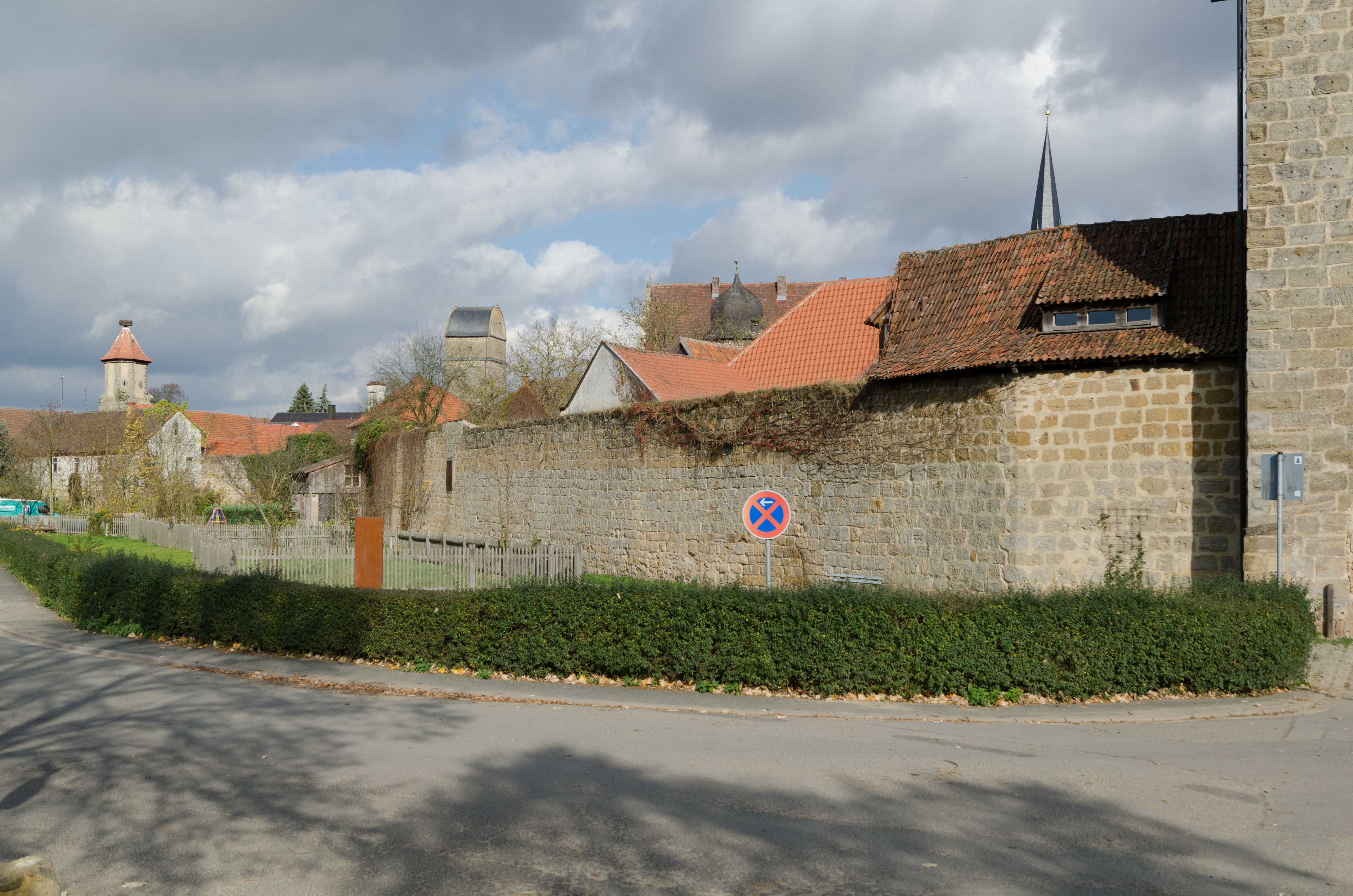
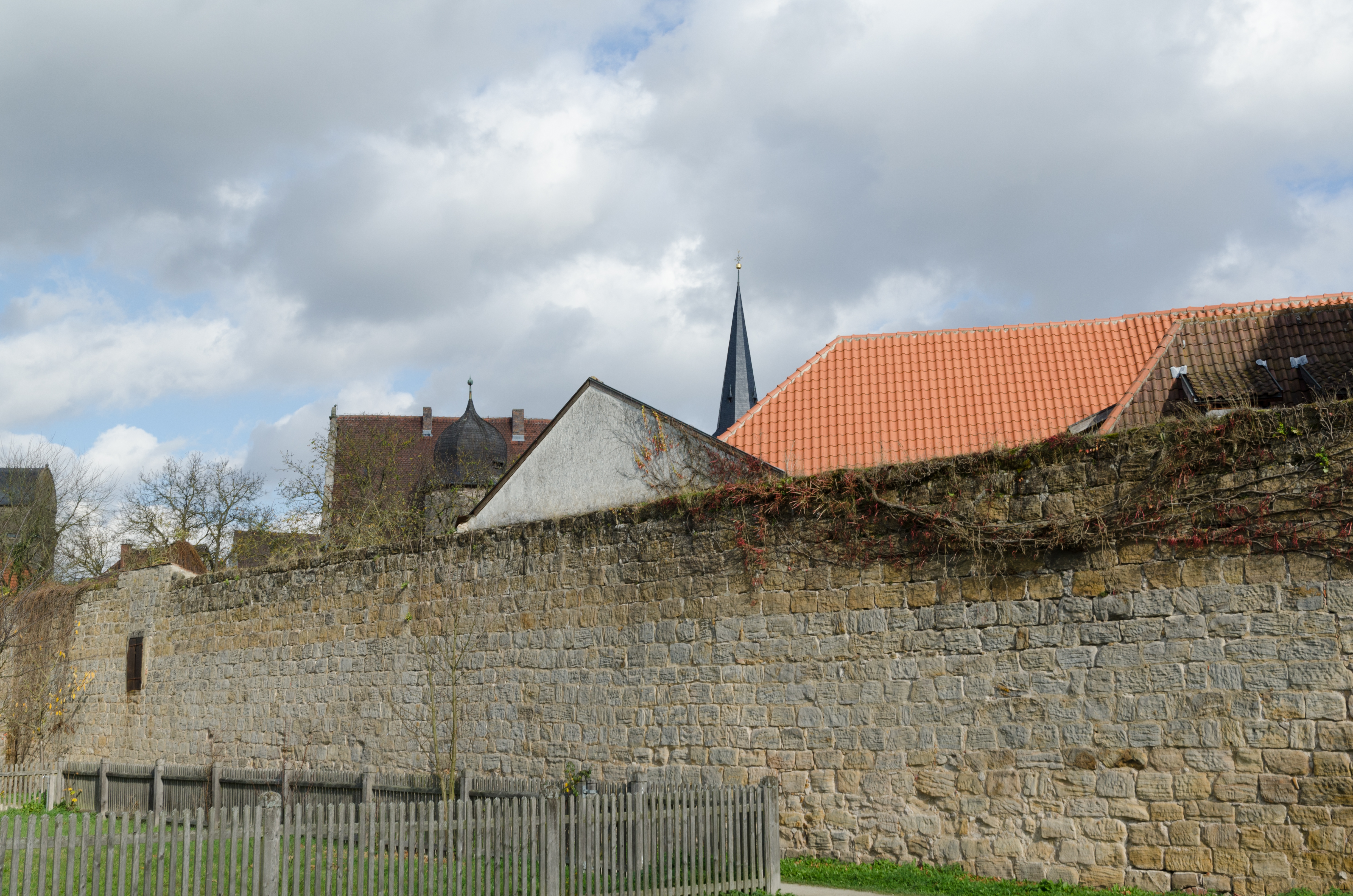
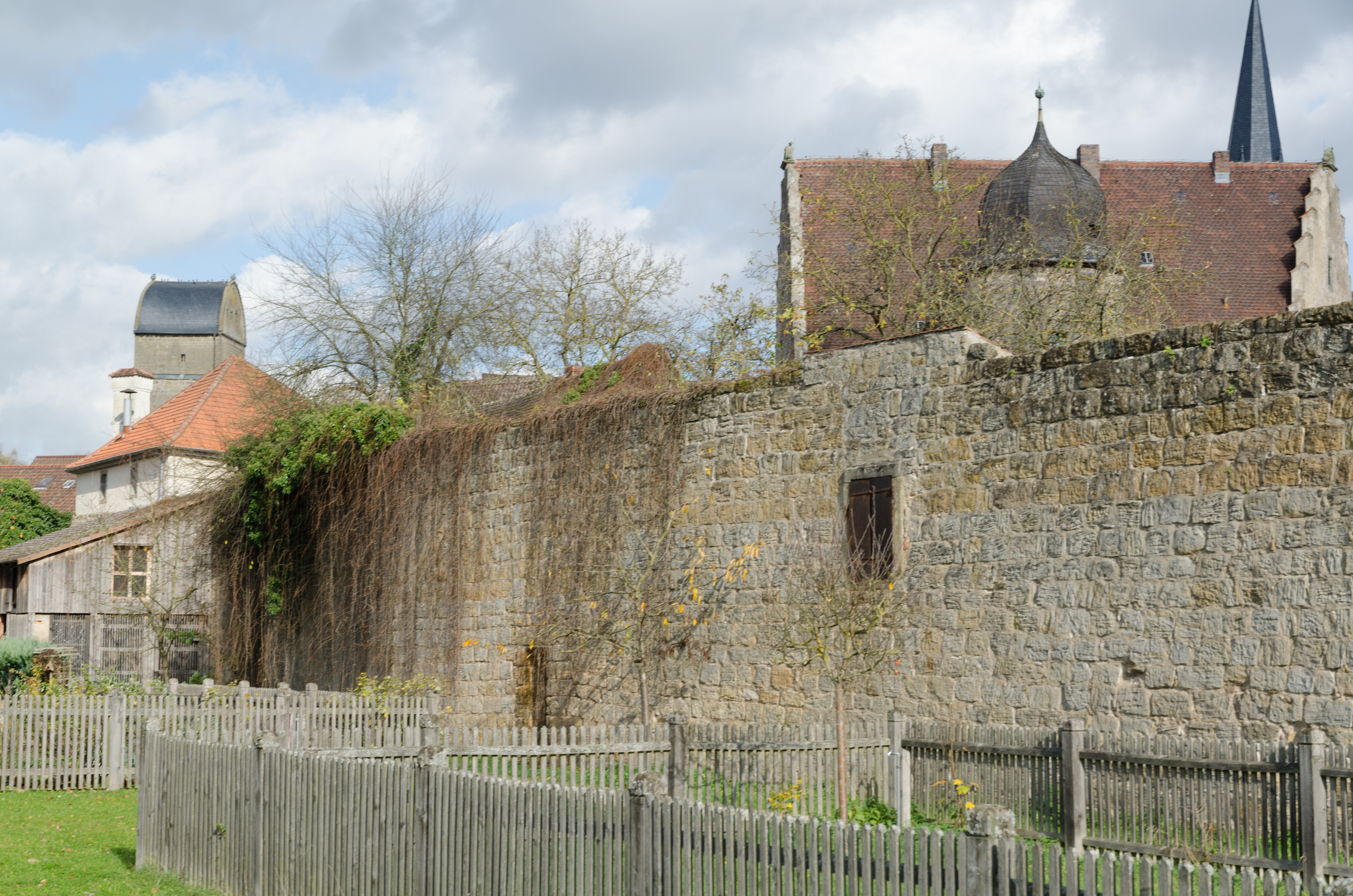
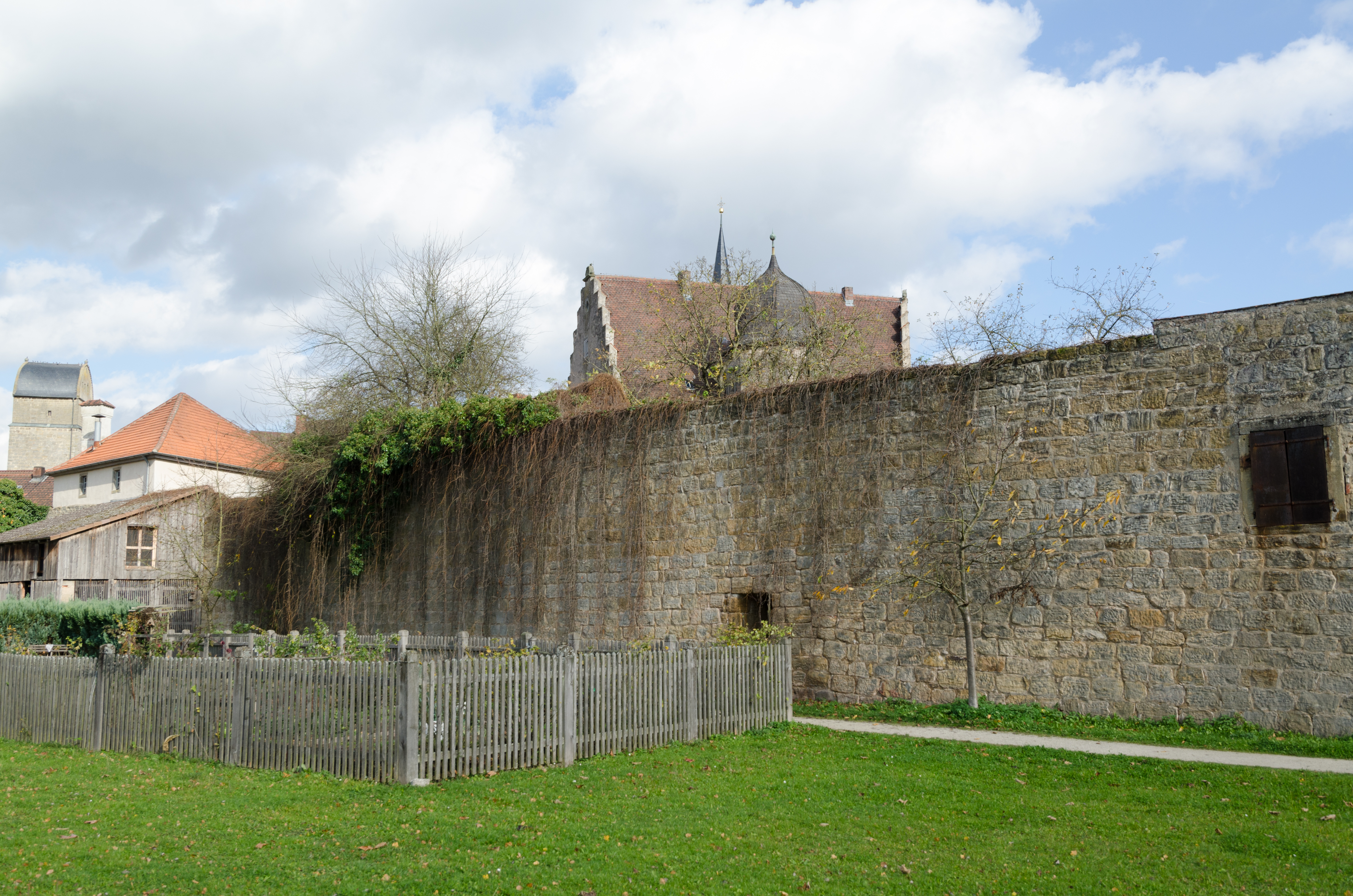
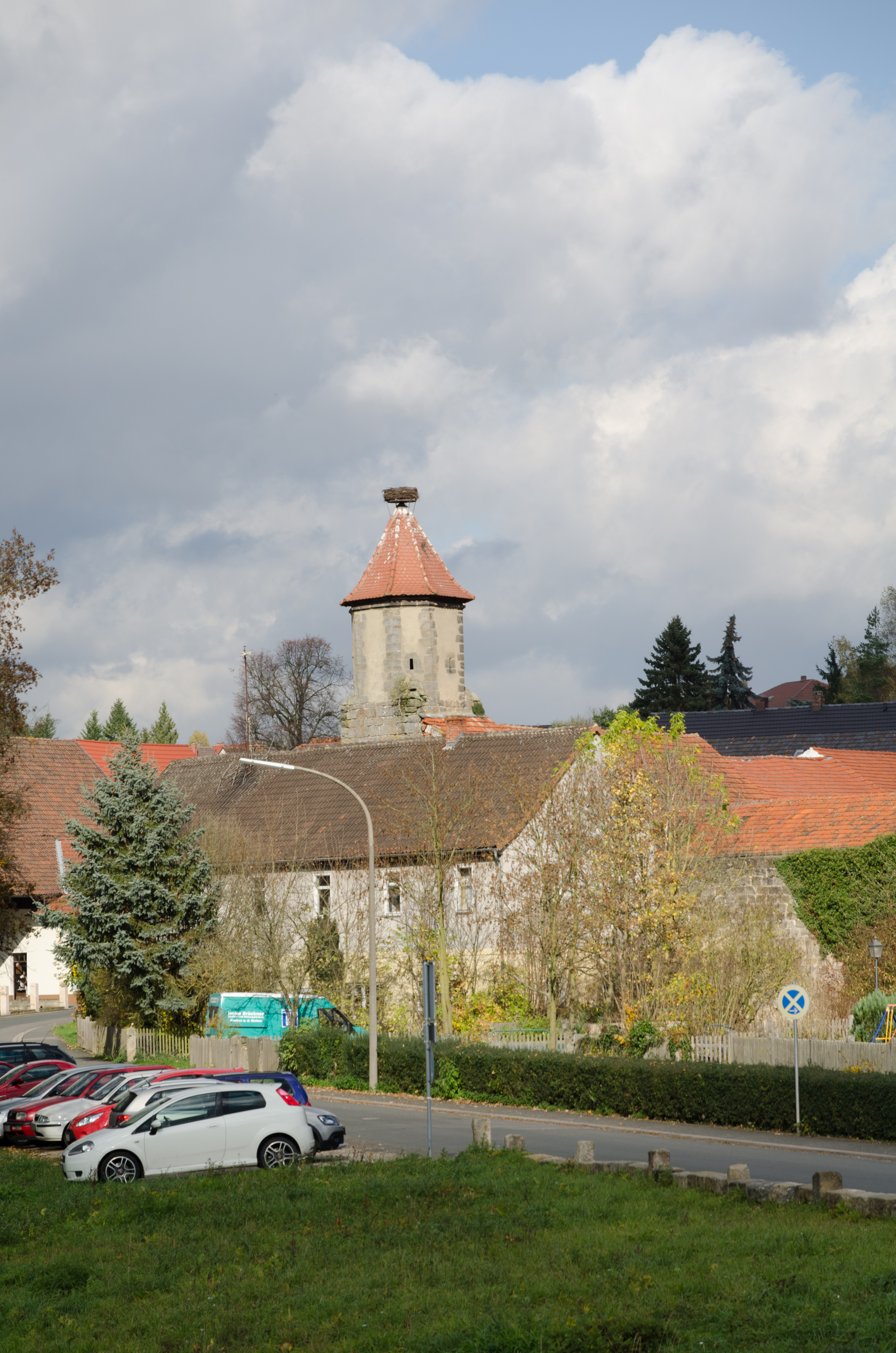
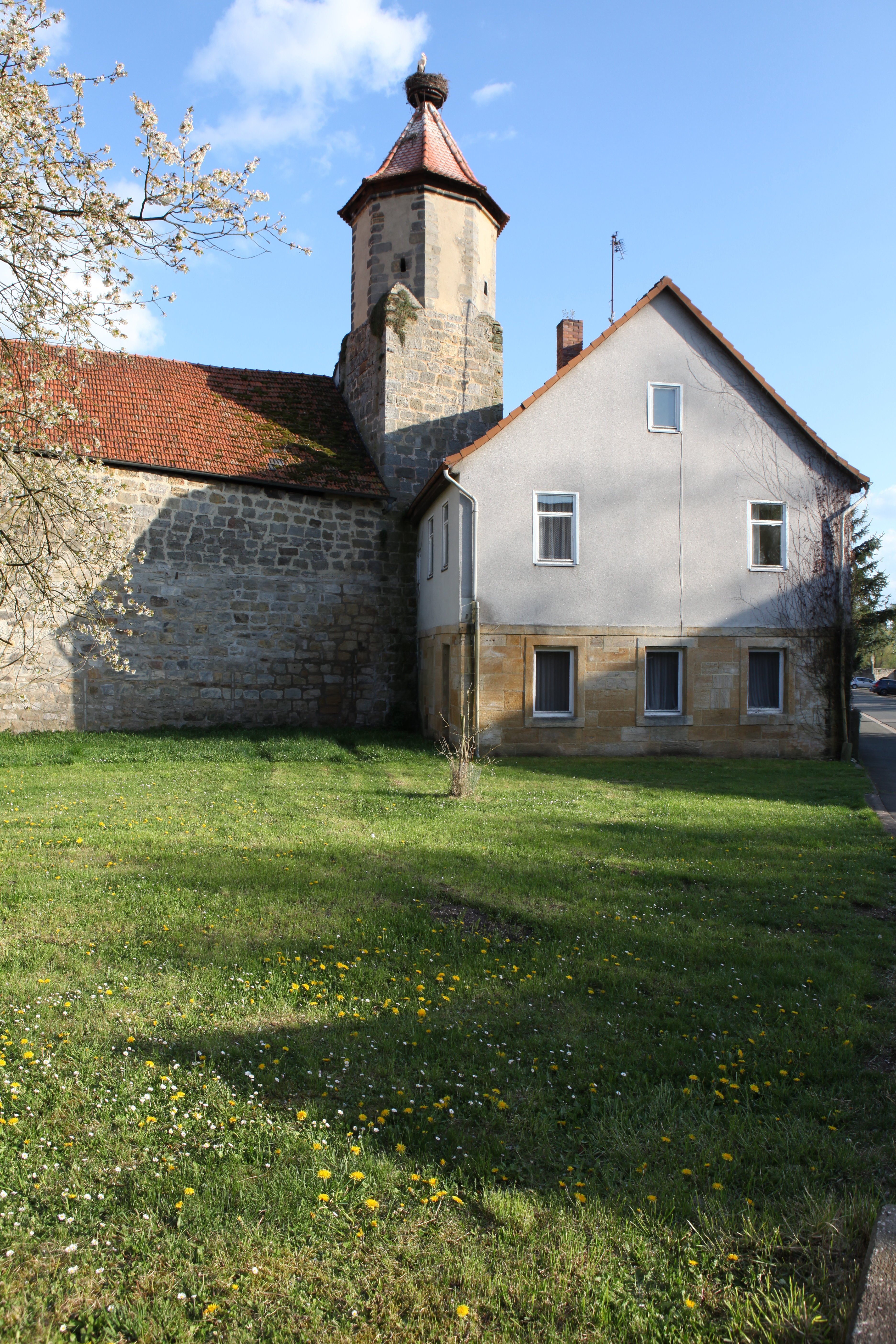
Vierter Wehrturm am unteren Zwinger
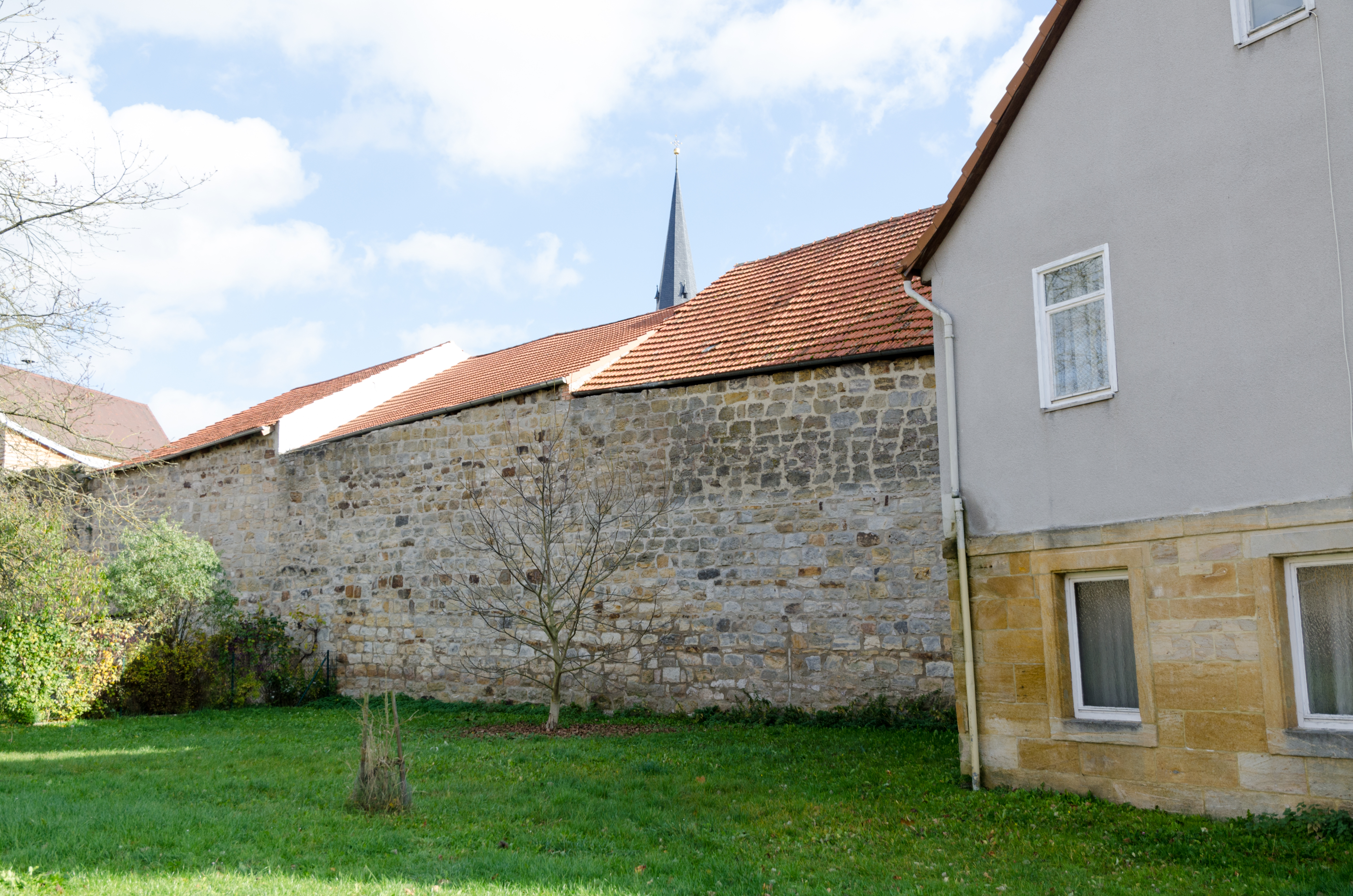

Der östliche Mauerabschnitt verläuft vom Hattendorfer Tor zum Geiersberger Tor. Der Stadtgraben ist wir noch erhalten.

| Lage                        | Objekt                | Beschreibung                                                                        | Akten-Nr.    | Bild           |
| --------------------------- | --------------------- | ----------------------------------------------------------------------------------- | ------------ | -------------- |
| Luitpoldstraße 1 (Standort) | Hattersdorfer Torturm | fünfgeschossiger Sandsteinquaderturm, Dach Spitzbogentonne, 15. bis 16. Jahrhundert | D-4-73-165-6 | weitere Bilder |

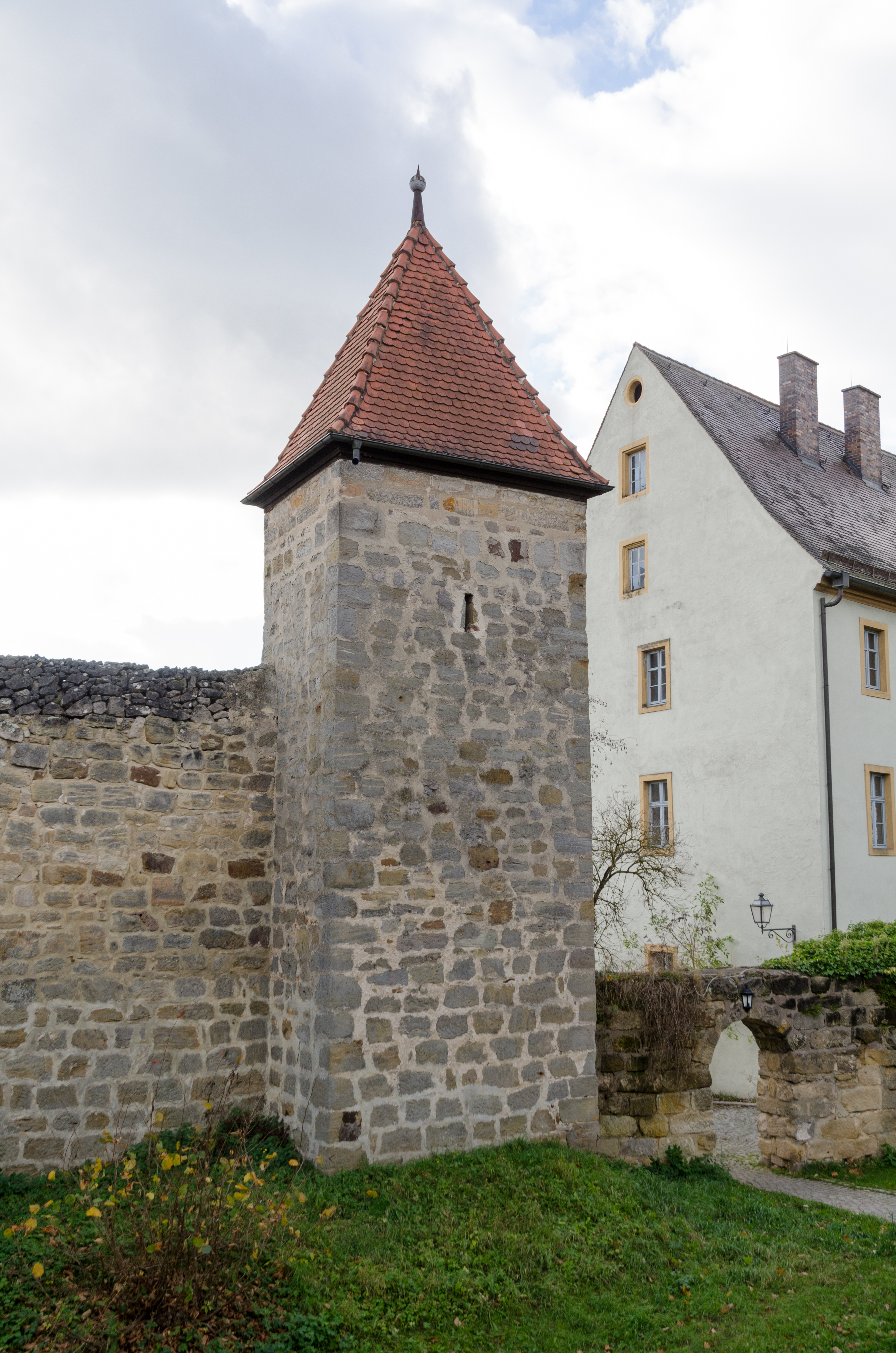
eckiger Mauerturm
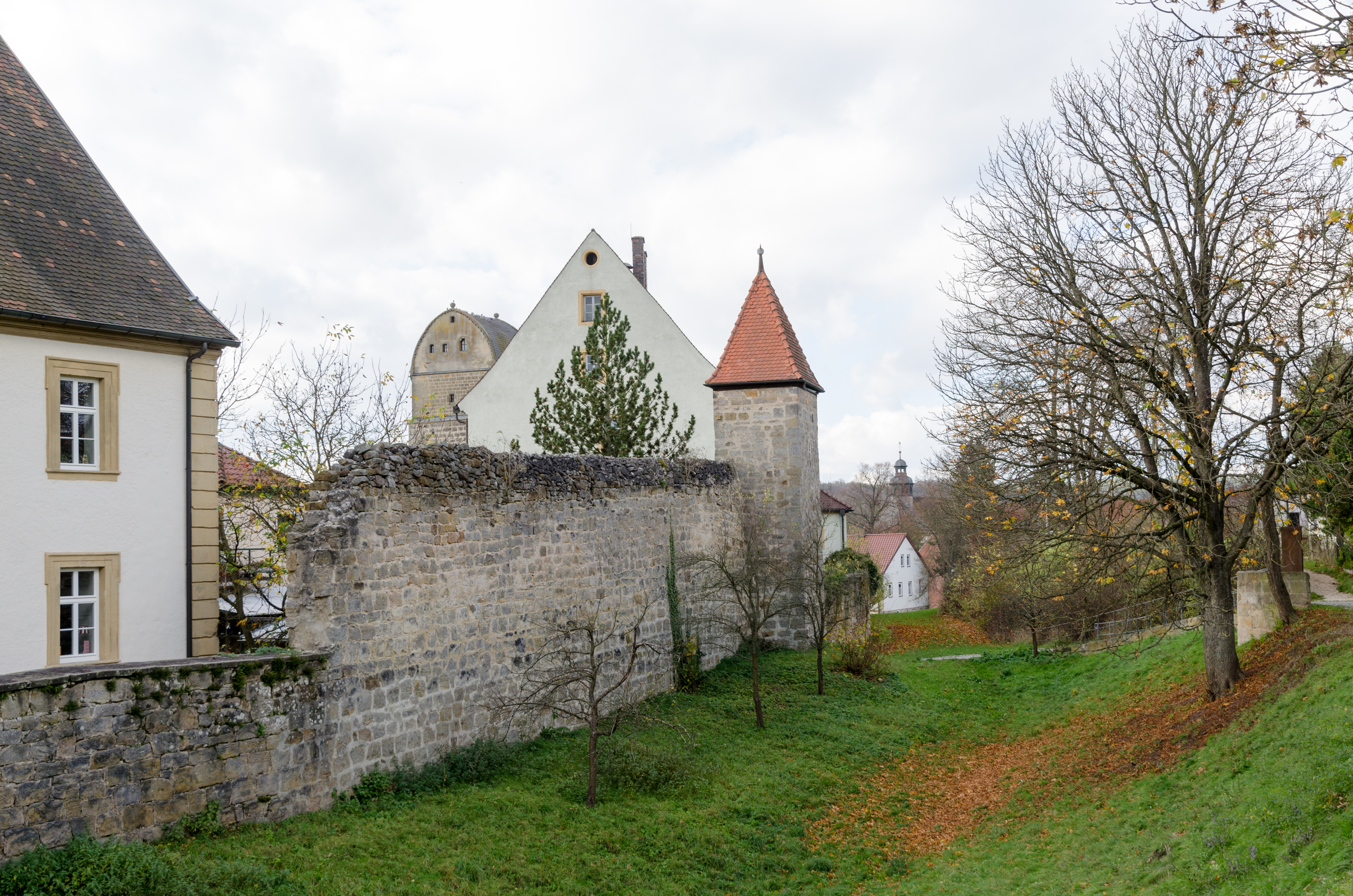
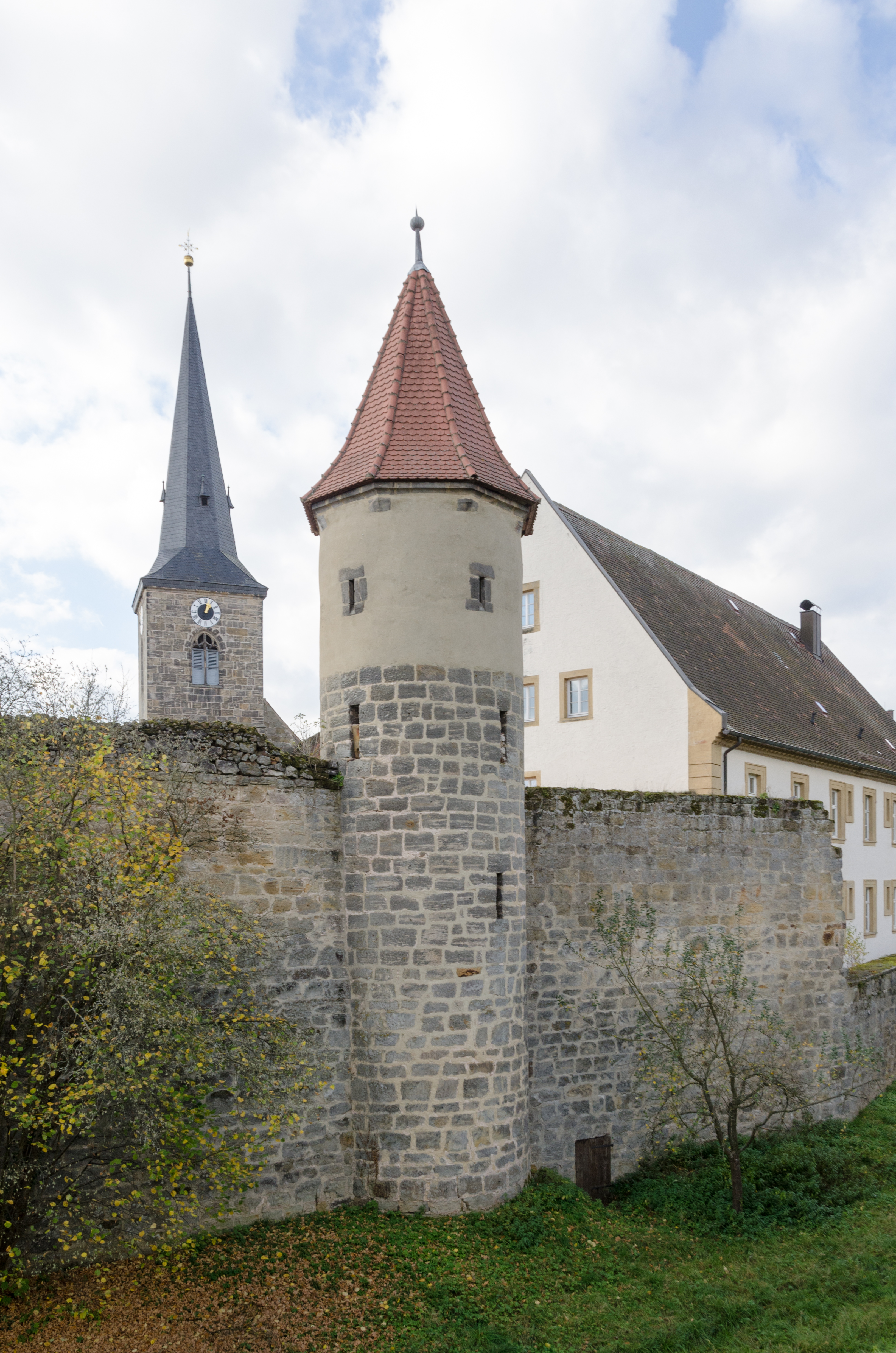
runder Mauerturm
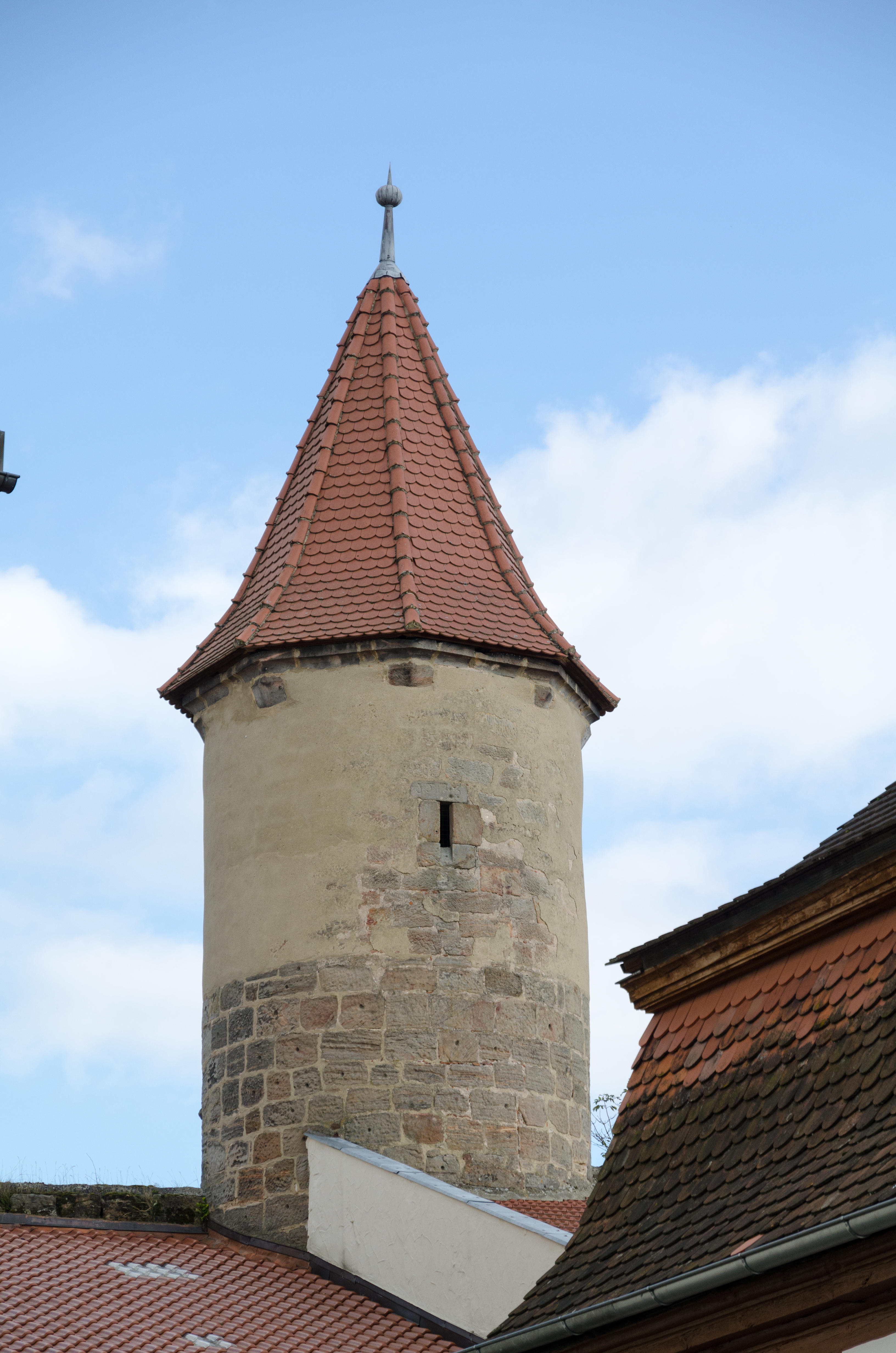
runder Mauerturm
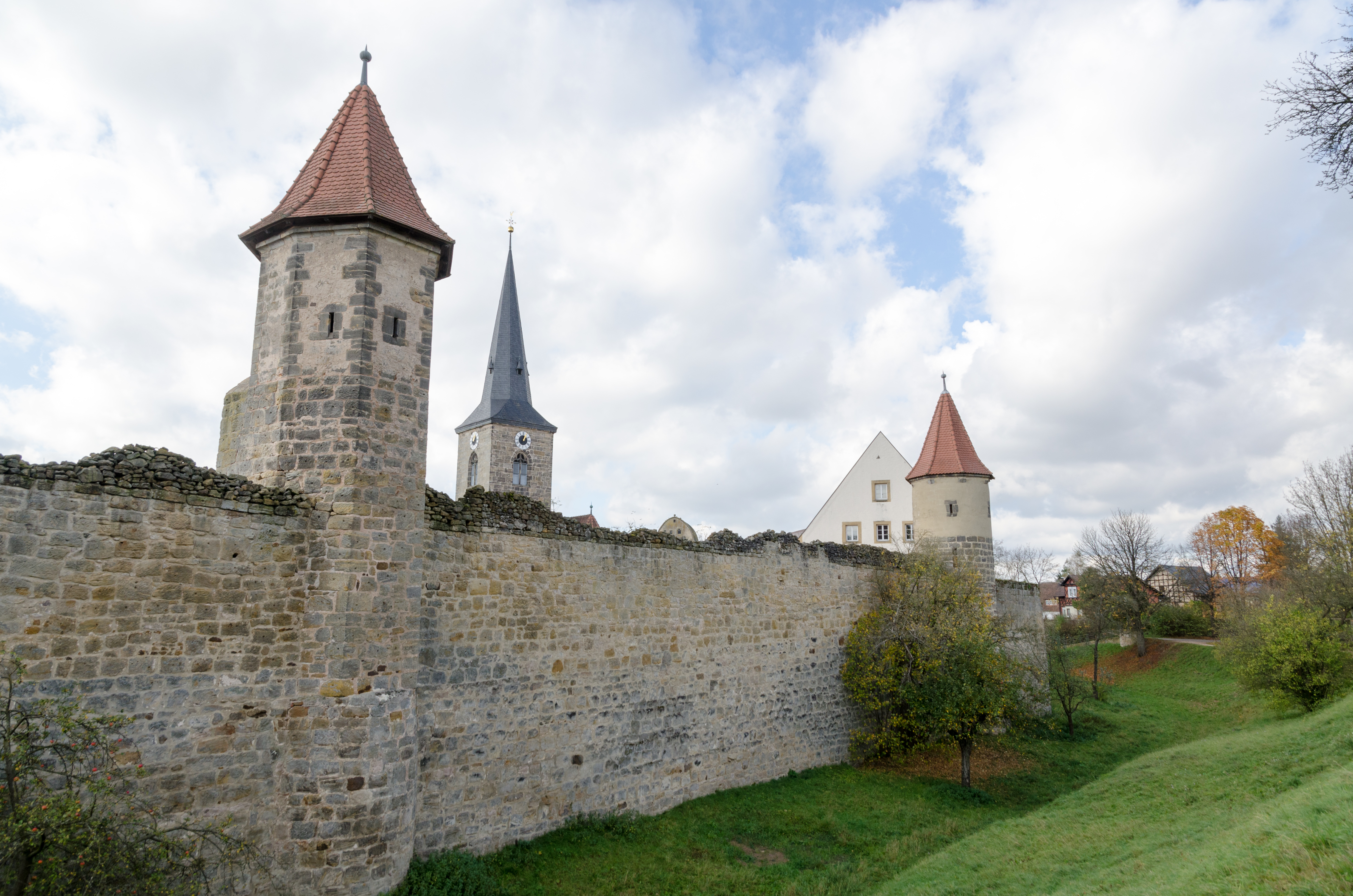
polygonaler Mauerturm
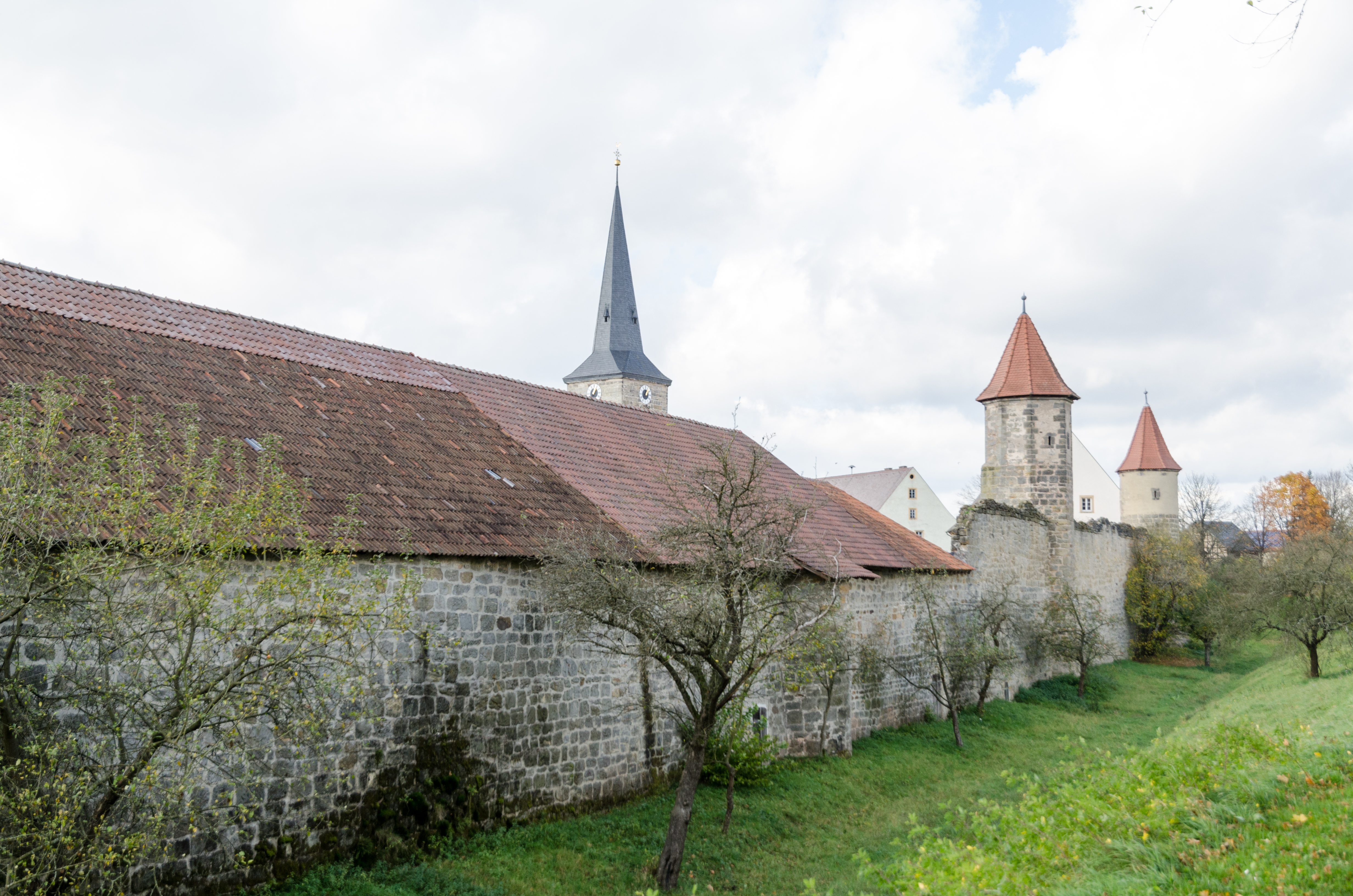
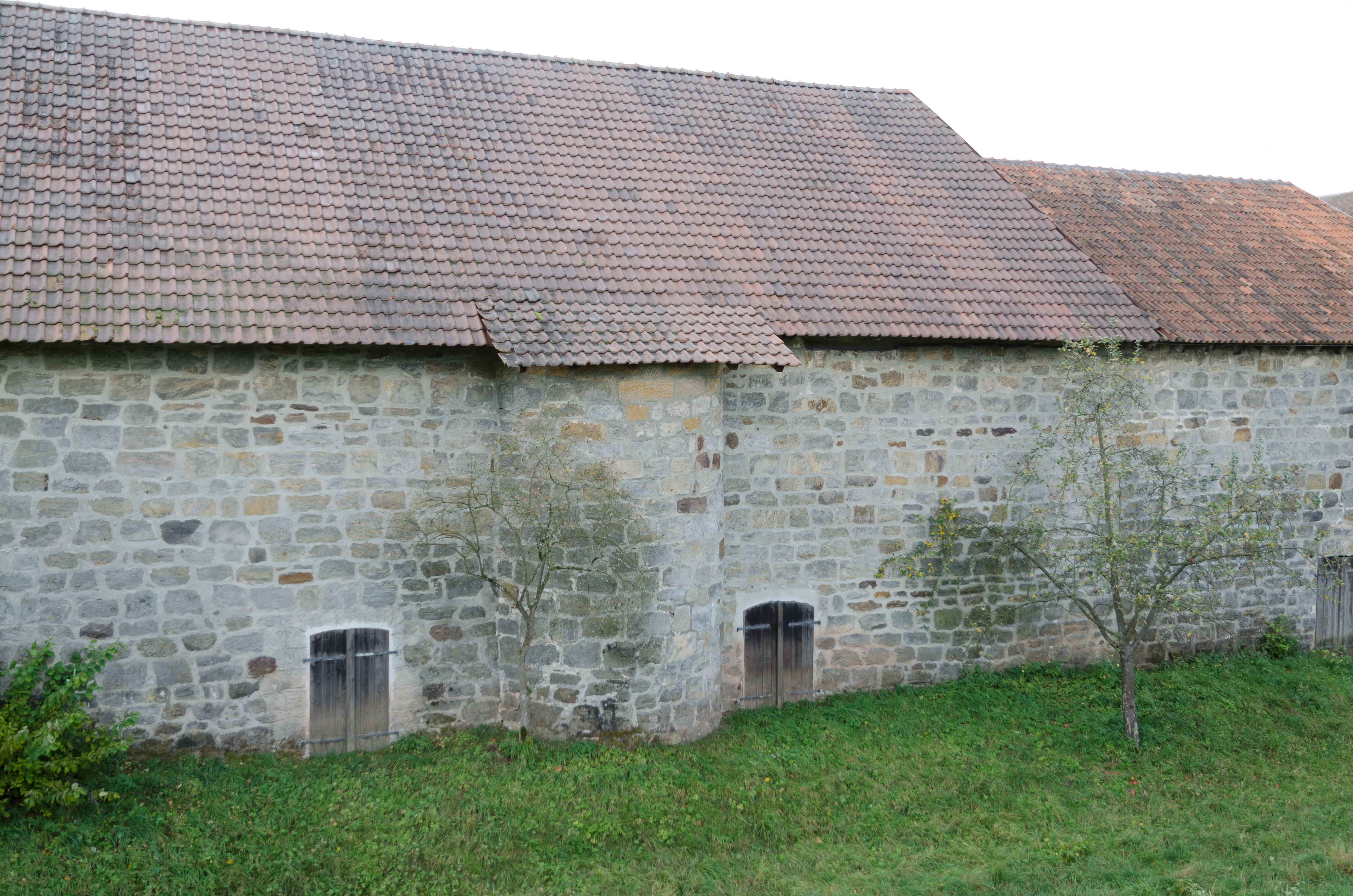
runder Mauerturmstumpf
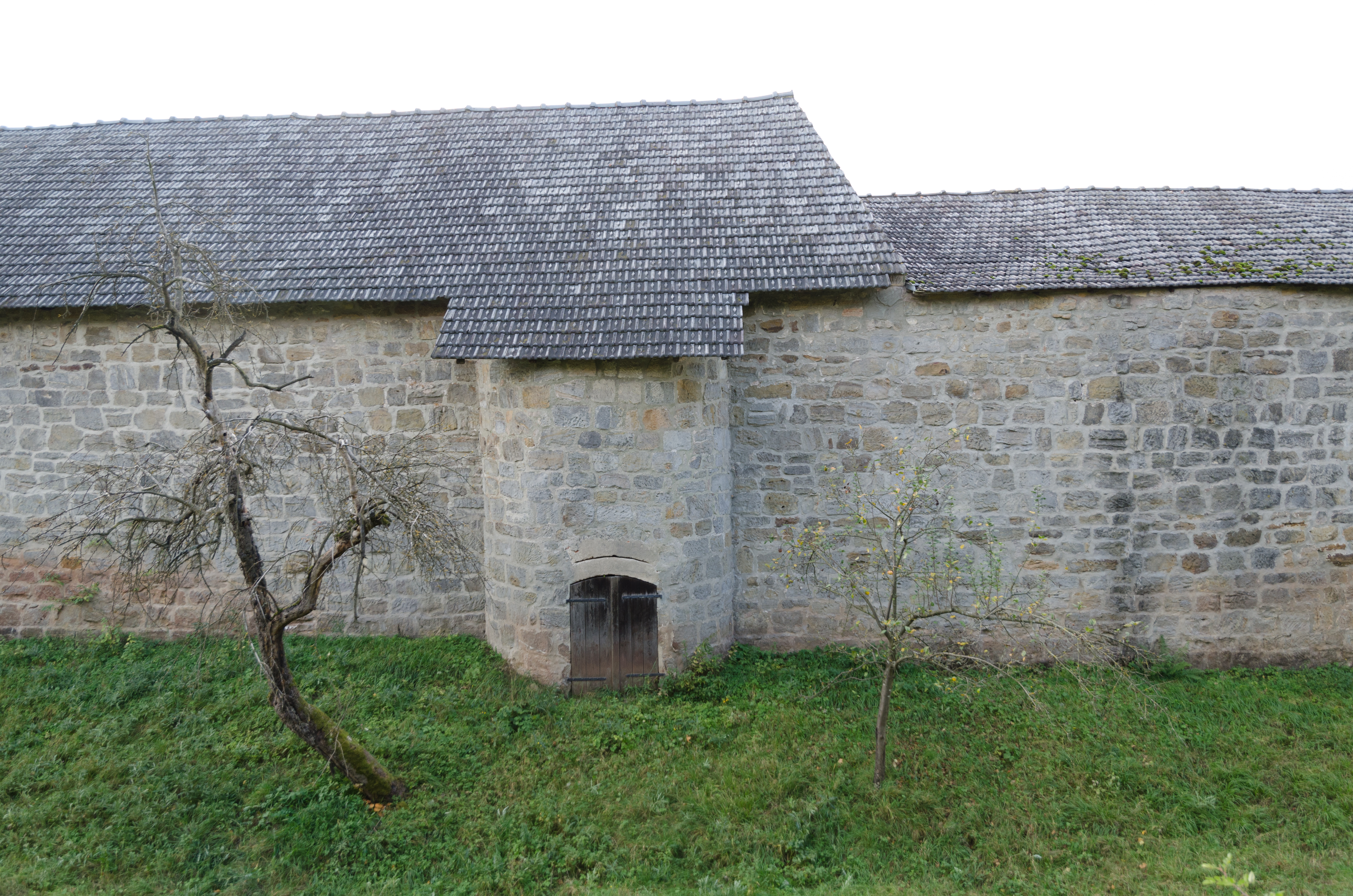
runder Mauerturmstumpf
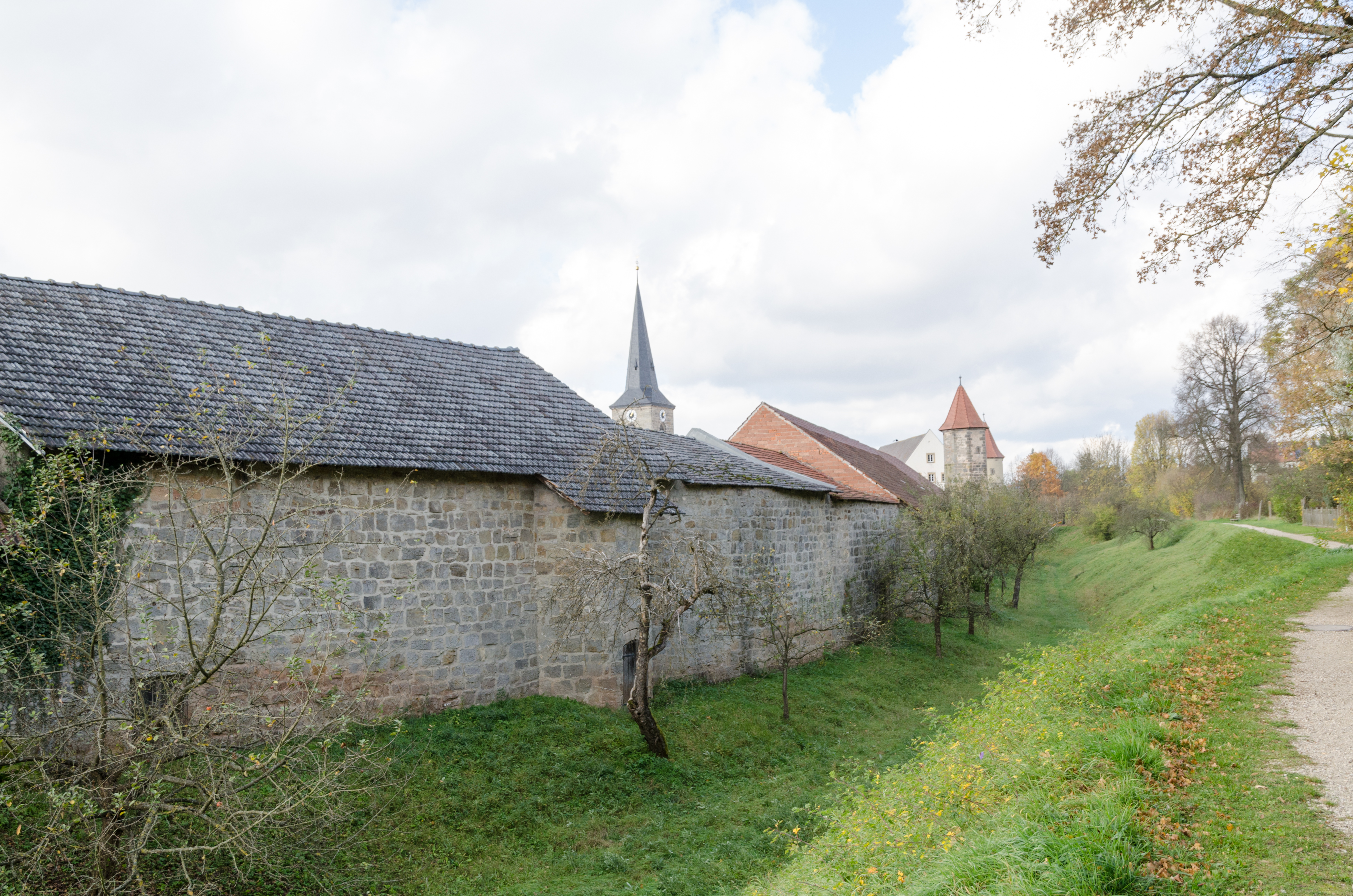
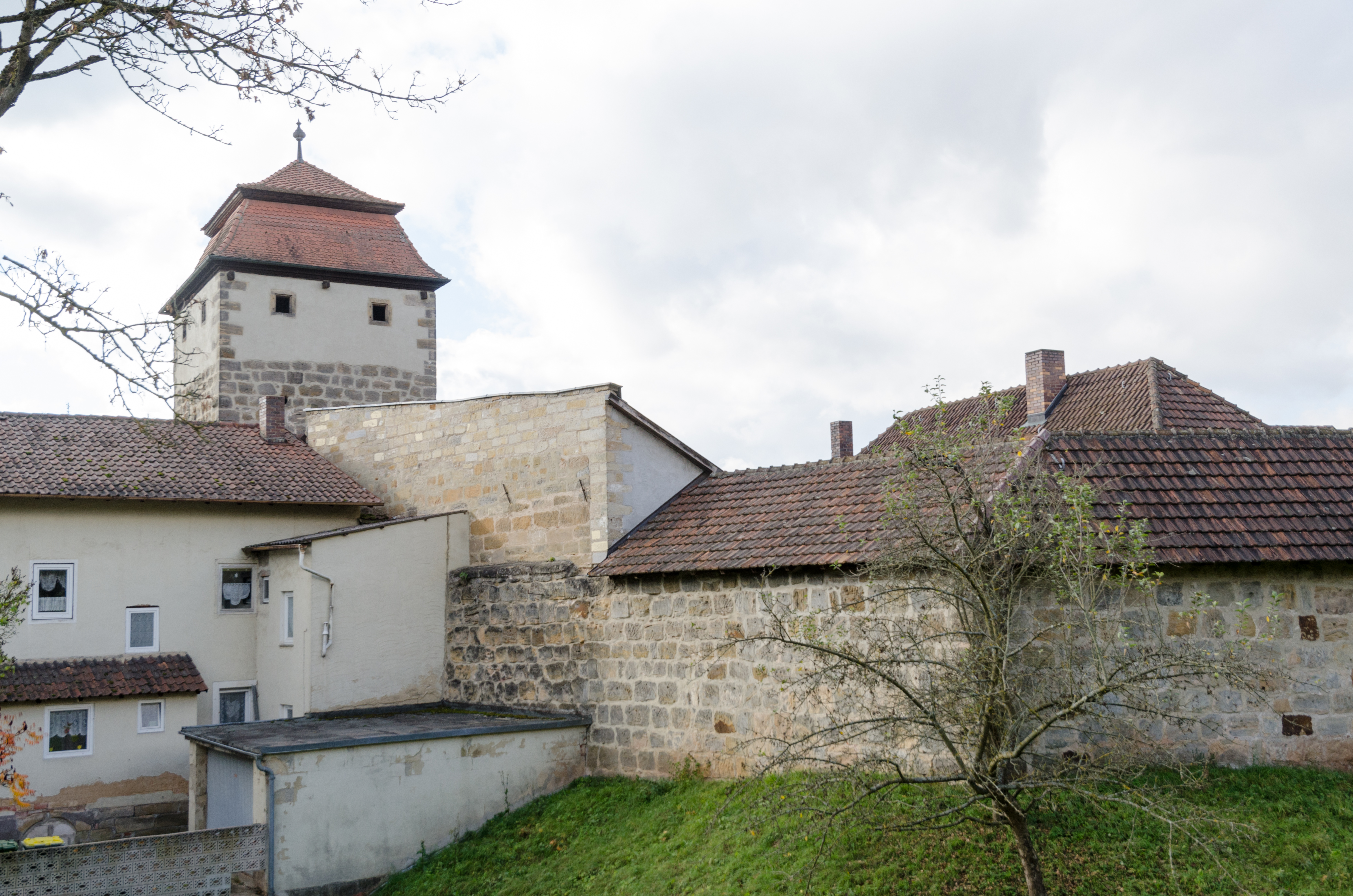

## Baudenkmäler nach Gemeindeteilen

### Seßlach
| Lage                                                                                      | Objekt                                                      | Beschreibung | Akten-Nr.     | Bild                                                 |
| ----------------------------------------------------------------------------------------- | ----------------------------------------------------------- | --- | ------------- | ---------------------------------------------------- |
| Am Geiersberg; an der Straße nach Witzmannsberg (Standort)                                | Bildhäuschen                                                | sogenanntes Käppela, Sandstein, Gehäuseaufsatz mit zwei Säulchen und Rundbogennische auf antependiumartigem Sockel, neuromanisch, spätes 19. Jahrhundert | D-4-73-165-81 | Bildhäuschen                                         |
| Am Rothenberger Weg; an der Straße nach Rothenberg (Standort)                             | Wegkapelle                                                  | sogenanntes Marienkäppela, Sandsteinquaderbau mit Krüppelwalmdach, im Inneren Nische mit Skulptur, frühes 19. Jahrhundert | D-4-73-165-70 | Wegkapelle                                           |
| Am Sandweg; Krumbacher Ort; an der Straße nach Witzmannsberg, nahe Punkt 288,9 (Standort) | Kruzifix,                                                   | spätes 19. Jahrhundert | D-4-73-165-82 | Kruzifix,                                            |
| Am Watzendorfer Weg; an der Straße nach Watzendorf, Abzweigung Neuseser Weg (Standort)    | Bildstock                                                   | Sandstein, 17. Jahrhundert, Säule erneuert | D-4-73-165-78 | Bildstock                                            |
| Am Watzendorfer Weg; am Feldweg, 600 Meter östlich von Schloss Geiersberg (Standort)      | Stele                                                       | sogenannte Xaverius Marter, Sandstein mit Relief des heiligen Franz Xaver, um 1750/60 | D-4-73-165-87 | Stele                                                |
| Badstubengasse 58 (Standort)                                                              | Zweigeschossiges Halbwalmdachhaus                           | Erdgeschoss erneuert, Obergeschoss Fachwerk, spätes 18./frühes 19. Jahrhundert | D-4-73-165-8  | Zweigeschossiges Halbwalmdachhaus                    |
| Bürgerwald; im Bürgerwald am Weg nach Neuses an den Eichen (Standort)                     | Kruzifix                                                    | sogenanntes Rotes Kreuz, spätes 19. Jahrhundert | D-4-73-165-75 | Kruzifix                                             |
| Flenderstraße 37 (Standort)                                                               | Gasthof zur Goldenen Krone                                  | zweigeschossiger Eckbau mit Zwerchgiebel, Mansard- und Satteldach, nach dem Stadtbrand im sogenannten Heimatstil errichtet, bezeichnet 1906 | D-4-73-165-9  | Gasthof zur Goldenen Krone                           |
| Flenderstraße 39 (Standort)                                                               | zweigeschossiges Wohnhaus                                   | mit Zwerchgiebel und Mansarddach, Heimatstil, 1906 | D-4-73-165-10 | zweigeschossiges Wohnhaus                            |
| Flenderstraße 40 (Standort)                                                               | Dreigeschossiges Wohn- und Geschäftshaus                    | mit Satteldach und Zwerchgiebel, Fachwerkobergeschoss, Heimatstil, 1905 (bezeichnet 1906) von Conrad Bohrer | D-4-73-165-11 | Dreigeschossiges Wohn- und Geschäftshaus             |
| Flenderstraße 42 (Standort)                                                               | Halbwalmdachhaus                                            | verputztes Fachwerkobergeschoss, 18./19. Jahrhundert | D-4-73-165-12 | Halbwalmdachhaus                                     |
| Flenderstraße 43 (Standort)                                                               | Halbwalmdachhaus                                            | Halbwalmdachhaus, Freitreppe mit Balustrade, 18./19. Jahrhundert | D-4-73-165-13 | Halbwalmdachhaus                                     |
| Flenderstraße 80 (Standort)                                                               | Ehemaliges Spital                                           | heute Altersheim, langgestreckter Mansarddachbau, 1763 (bezeichnet 1764) | D-4-73-165-14 | Ehemaliges Spital                                    |
| Flenderstraße 89 (Standort)                                                               | Ackerbürgerhaus                                             | zweigeschossig, giebelständig, mit Krüppelwalm, im Wesentlichen um 1500, Erdgeschoss im 19. Jahrhundert erneuert, Obergeschoss verputztes Fachwerk | D-4-73-165-15 | Ackerbürgerhaus                                      |
| Flenderstraße 90 (Standort)                                                               | Giebelhaus                                                  | zweigeschossig, mit Halbwalm, Fachwerkobergeschoss, 16. Jahrhundert, Haustür bezeichnet mit dem Jahr 1856. Holzuntersuchungen datieren das Wohnhaus auf 1543. Sein Dachstuhl ist zu 80 Prozent noch original. | D-4-73-165-16 | Giebelhaus                                           |
| Flenderstraße 91 (Standort)                                                               | Traufseithaus                                               | zweigeschossig, mit Hofdurchfahrt, Fachwerkobergeschoss, Mitte 18. Jahrhundert | D-4-73-165-17 | Traufseithaus                                        |
| Flenderstraße 94 (Standort)                                                               | Satteldachhaus                                              | zweigeschossig, giebelständig, Obergeschoss Fachwerk, Mitte 17. Jahrhundert, Erdgeschoss mit geohrten Tür- und Fensterrahmen Mitte 18. Jahrhundert verändert | D-4-73-165-18 | Satteldachhaus                                       |
| Flenderstraße 95 (Standort)                                                               | Gasthof zum roten Ochsen                                    | zweigeschossiges Eckhaus mit Halbwalmdach, Fachwerkobergeschoss, 16. und 19. Jahrhundert | D-4-73-165-19 | Gasthof zum roten Ochsen                             |
| Nähe Bahnhofstraße; an der Westwand der Kreuzkapelle (Standort)                           | Kruzifix                                                    | Sandstein, Mitte 18. Jahrhundert | D-4-73-165-68 | Kruzifix                                             |
| Nähe Bahnhofstraße; im Friedhof (Standort)                                                | Kruzifix                                                    | Sandstein, bezeichnet 1890 | D-4-73-165-69 | Kruzifix                                             |
| Hofmannsplatz 68 (Standort)                                                               | Satteldachhaus                                              | zweigeschossig, Fachwerk, Mitte 18. Jahrhundert; mit barocker Hausfigur unter Lambrequinbaldachin | D-4-73-165-20 | Satteldachhaus                                       |
| Gruben; Mühlau; Rodach; Von Seßlach nach Rothenberg (Standort)                            | Innere Rodachbrücke                                         | vierjochige Bogenbrücke, bezeichnet 1574 | D-4-73-165-63 | weitere Bilder                                       |
| Judengasse 76 (Standort)                                                                  | Satteldachhaus                                              | zweigeschossig, traufständig, mit Hofdurchfahrt, Fachwerk, um 1690/1700 | D-4-73-165-21 | Satteldachhaus                                       |
| Juliusweg 127 (Standort)                                                                  | Stadtmühle                                                  | zweigeschossiger Walmdachbau, Fachwerkobergeschoss, im Wesentlichen 18. Jahrhundert, im Kern aus dem 15. Jahrhundert, Wappenstein bezeichnet mit dem Jahr 1574 | D-4-73-165-23 | Stadtmühle                                           |
| Juliusweg 127 (Standort)                                                                  | Ehemalige Zehentscheune des Würzburger Juliusspitals        | langgestreckter Halbwalmdachbau, Wappenstein des Würzburger Juliusspitals bezeichnet 1701, er zeigt das Stammwappen der Familie Echter von Mespelbrunn. | D-4-73-165-22 | Ehemalige Zehentscheune des Würzburger Juliusspitals |
| Bahnhofstraße (Standort)                                                                  | Katholische Kapelle Hl. Kreuz                               | Saalbau mit eingezogenem Chor, Dachreiter, 1705–1708 von Hanns Michael Schmitt; mit Ausstattung | D-4-73-165-2  | weitere Bilder                                       |
| Kirchplatz 10 (Standort)                                                                  | Satteldachhaus                                              | schmal, zweigeschossig, verputztes Fachwerkobergeschoss, spätes 18. frühes 19. Jahrhundert | D-4-73-165-30 | Satteldachhaus                                       |
| Kirchplatz 11 (Standort)                                                                  | Satteldachhaus                                              | zweigeschossig, Fachwerkobergeschoss, wohl erste Hälfte 18. Jahrhundert | D-4-73-165-31 | Satteldachhaus                                       |
| Kirchplatz 12 (Standort)                                                                  | Ehemaliges altes Schulhaus                                  | Satteldachhaus, massives Erdgeschoss mit Rundbogenportal des 17. Jahrhunderts, Fachwerkobergeschoss verputzt 18. Jahrhundert | D-4-73-165-32 | weitere Bilder                                       |
| Konrad-Hartig-Platz 9 (Standort)                                                          | Pflasterzollhaus, Walmdachhaus                              | schmale, zweigeschossig, mit Bodenerker, Fachwerkobergeschoss, 18. Jahrhundert mit älterem Kern | D-4-73-165-29 | Pflasterzollhaus, Walmdachhaus                       |
| Kirchplatz; Luitpoldstraße 3 (Standort)                                                   | Kriegerdenkmal                                              | drei stattliche Steinpfeiler mit davorliegendem Sockel, 1922 | D-4-73-165-67 | Kriegerdenkmal                                       |
| Luitpoldstraße 2 (Standort)                                                               | Satteldachhaus                                              | zweigeschossig, traufseitig zur Straße, verputztes Fachwerkobergeschoss, 17./19. Jahrhundert, Portal bezeichnet 687 | D-4-73-165-24 | Satteldachhaus                                       |
| Luitpoldstraße 3 (Standort)                                                               | Ehemaliger Getreideschüttboden des Würzburger Juliusspitals | heute Schulhaus, stattlicher dreigeschossiger Bau, 1672–90, Aufstockung von 1727, jüngere Umbauten | D-4-73-165-25 | weitere Bilder                                       |
| Luitpoldstraße 6 (Standort)                                                               | Zweigeschossiges Gebäude                                    | mit Mansard-Halbwalmdachbau, verputztes Fachwerk, Freitreppe, zweite Hälfte 18. Jahrhundert, davor Plattenweg mit gotisierenden Pfosten | D-4-73-165-26 | Zweigeschossiges Gebäude                             |
| Luitpoldstraße 7 (Standort)                                                               | Ehemaliges fürstbischöfliches Amtsmagazin und Schüttboden   | Den stattlichen, dreigeschossigen Satteldachbau errichtete Joseph Greissing 1714 im Auftrag des Würzburger Fürstbischofs Johann Philipp von Greiffenclau zu Vollraths, dessen Wappen die Fassade ziert, als Amtsmagazin. Eine Hofmauer mit einem Rundbogentor umgibt das Gebäude, das nach der Säkularisation als Salzfaktorei, später als Amtsgerichtsgefängnis diente. | D-4-73-165-27 | weitere Bilder                                       |
| Luitpoldstraße 8 (Standort)                                                               | Zweigeschossiges Gebäude                                    | mit Mansarddach, Straßengiebel mit Halbwalm, Hofdurchfahrt, wohl Mitte 18. Jahrhundert, Verschieferung mit Resten von Bemalung | D-4-73-165-28 | Zweigeschossiges Gebäude                             |
| Luitpoldstraße 9 (Standort)                                                               | Katholische Stadtpfarrkirche St. Johannes der Täufer        | spätgotische dreischiffige Staffelhallenkirche mit stark eingezogenem Chor und viergeschossigem Turm, innen barockisiert, 15.–19. Jahrhundert; mit Ausstattung, Ölbergkapelle mit Pultdach, wohl zweites Viertel 16. Jahrhundert | D-4-73-165-1  | weitere Bilder                                       |
| Luitpoldstraße 13 (Standort)                                                              | Traufseithaus                                               | zweigeschossig, mit Hofdurchfahrt (bezeichnet 1614), Mansarddach, 18. Jahrhundert | D-4-73-165-33 | Traufseithaus                                        |
| Luitpoldstraße 14 (Standort)                                                              | Halbwalmdachhaus                                            | zweigeschossig, traufseitig, mit Hofdurchfahrt (bezeichnet 1558/1604), Fachwerkobergeschoss, Freitreppe mit Schmiedeeisengeländer, 16. bis 18. Jahrhundert | D-4-73-165-34 | Halbwalmdachhaus                                     |
| Luitpoldstraße 15 (Standort)                                                              | Halbwalmdachhaus                                            | zweigeschossig, traufseitig, Freitreppe, drittes Viertel 18. Jahrhundert | D-4-73-165-35 | Halbwalmdachhaus                                     |
| Luitpoldstraße 16 (Standort)                                                              | Mansarddachhaus                                             | zweigeschossig, mit Zwerchgiebel, verputztes Fachwerkobergeschoss, Hofdurchfahrt, Freitreppe, zweite Hälfte 18. Jahrhundert Erneuerung um 1900/10 | D-4-73-165-36 | Mansarddachhaus                                      |
| Luitpoldstraße 19 (Standort)                                                              | Satteldachhaus                                              | zweigeschossig, traufseitig, Erdgeschoss mit rundbogiger Toreinfahrt, 17. Jahrhundert, Fachwerkobergeschoss bezeichnet 1700 | D-4-73-165-37 | Satteldachhaus                                       |
| Luitpoldstraße 21 (Standort)                                                              | Satteldachhaus                                              | zweigeschossig, traufseitig, verputztes Fachwerkobergeschoss, Freitreppe, wohl erste Hälfte 18. Jahrhundert | D-4-73-165-39 | Satteldachhaus                                       |
| Luitpoldstraße 24 (Standort)                                                              | Walmdachhaus                                                | zweigeschossig, verputztes Fachwerkobergeschoss, Freitreppe, zweite Hälfte 18. Jahrhundert mit älterem Kern | D-4-73-165-40 | Walmdachhaus                                         |
| Luitpoldstraße 26 (Standort)                                                              | Satteldachhaus                                              | zweigeschossig, traufseitig, mit Hofdurchfahrt, Fachwerk, wohl erste Hälfte 18. Jahrhundert | D-4-73-165-41 | Satteldachhaus                                       |
| Luitpoldstraße 27 (Standort)                                                              | Satteldachhaus                                              | zweigeschossig, traufseitig, mit Hofdurchfahrt, Fachwerkobergeschoss, bezeichnet 1779 | D-4-73-165-42 | Satteldachhaus                                       |
| Luitpoldstraße 28 (Standort)                                                              | Sandsteintafel                                              | bezeichnet 1614; eingemauert im 1947 erneuerten Erdgeschoss des Gebäudes Luitpoldstraße 28, nördliche Traufseite | D-4-73-165-43 | Sandsteintafel                                       |
| Luitpoldstraße 30 (Standort)                                                              | Satteldacheckhaus                                           | zweigeschossig, traufseitig, Fachwerkobergeschoss, hofseitig Obergeschossaltane, Eingang bezeichnet 1686, Erneuerung Erdgeschoss spätes 19. Jahrhundert | D-4-73-165-44 | Satteldacheckhaus                                    |
| Luitpoldstraße 31 (Standort)                                                              | Ackerbürgerhaus                                             | zweigeschossig, traufseitig, mit Satteldach, Fachwerk, Hofdurchfahrt, frühes 17. Jahrhundert | D-4-73-165-45 | Ackerbürgerhaus                                      |
| Luitpoldstraße 33 (Standort)                                                              | Satteldachhaus                                              | zweigeschossig, traufseitig, mit Fachwerkobergeschoss, bezeichnet 1556, Mitte 19. Jahrhundert erneuert | D-4-73-165-46 | Satteldachhaus                                       |
| Luitpoldstraße 35 (Standort)                                                              | Eckhaus                                                     | malerisch gruppiert, zweigeschossig, Heimatstil, 1906 (bezeichnet 1907) von Conrad Bohrer | D-4-73-165-47 | Eckhaus                                              |
| Luitpoldstraße 36 (Standort)                                                              | Neurenaissancehaus                                          | zweigeschossig, mit Satteldach und Zwerchhaus, bezeichnet 1906 | D-4-73-165-48 | Neurenaissancehaus                                   |
| Marktplatz 96 (Standort)                                                                  | Walmdachhaus                                                | zweigeschossig, mit Hofdurchfahrt, verputztes Fachwerk, reich architektonisch gegliedertem Portal, Freitreppe, um 1700 | D-4-73-165-49 | Walmdachhaus                                         |
| Marktplatz 97 (Standort)                                                                  | Mansarddachhaus                                             | zweigeschossig, mit Halbwalmgiebel, Fachwerkobergeschoss, bezeichnet 1760 | D-4-73-165-50 | Mansarddachhaus                                      |
| Marktplatz 98 (Standort)                                                                  | Rathaus                                                     | Halbwalmdachbau mit Dachreiter, Fachwerk, Freitreppe mit Löwenfigur, im Kern 16. Jahrhundert, 1796/1818 (Heimatmuseum). | D-4-73-165-51 | weitere Bilder                                       |
| Maximiliansplatz 99 (Standort)                                                            | Sogenanntes Hohes Haus                                      | stattliches dreigeschossiges Satteldachhaus in Traufstellung, Fachwerkobergeschosse, Dachwerk 1533, Fachwerk, bezeichnet 1640, Hofdurchfahrt 17. Jahrhundert | D-4-73-165-52 | Sogenanntes Hohes Haus                               |
| Maximiliansplatz 100 (Standort)                                                           | Giebelhaus                                                  | zweigeschossig, mit Satteldach, Fachwerk, frühes 18. Jahrhundert, Erdgeschoss verändert | D-4-73-165-53 | Giebelhaus                                           |
| Maximiliansplatz 101 (Standort)                                                           | Satteldachhaus                                              | zweigeschossig, Westgiebel mit Halbwalm, verputztes Fachwerk, wohl 18. Jahrhundert, jüngerer Fachwerkerker | D-4-73-165-54 | Satteldachhaus                                       |
| Maximiliansplatz 102 (Standort)                                                           | Walmdachhaus                                                | zweigeschossig, mit Hofdurchfahrt, Fachwerkobergeschoss, 18./19. Jahrhundert | D-4-73-165-55 | Walmdachhaus                                         |
| Maximiliansplatz 103 (Standort)                                                           | Eckhaus                                                     | zweigeschossig, mit Satteldach, Fachwerkobergeschoss, wohl frühes 18. Jahrhundert, Erdgeschoss verändert | D-4-73-165-56 | Eckhaus                                              |
| Maximiliansplatz 104 (Standort)                                                           | Ehemaliges fürstbischöfliches Amtshaus                      | stattlicher dreigeschossiger Satteldachbau aus Sandsteinquadermauerwerk, Treppengiebel, rückwärts polygonaler Treppenturm, um 1620, im 18. Jahrhundert verändert, Gartenmauer mit Toreinfahrt wohl 17. Jahrhundert, Scheune | D-4-73-165-57 | weitere Bilder                                       |
| Pfarrgasse 106 (Standort)                                                                 | Walmdachhaus                                                | zweigeschossig, mit Hofdurchfahrt, Fachwerkobergeschoss, Freitreppe, drittes Viertel 18. Jahrhundert | D-4-73-165-58 | Walmdachhaus                                         |
| Pfarrgasse 110 (Standort)                                                                 | Halbwalmdachhaus                                            | zweigeschossig, Halbwalmdachhaus, Fachwerk, wohl spätes 18. frühes 19. Jahrhundert | D-4-73-165-59 | Halbwalmdachhaus                                     |
| Pfarrgasse 111 (Standort)                                                                 | Pfarrhof                                                    | Vierseithofanlage mit stattlichem zweigeschossigem Satteldach-Wohnhaus mit Hofeinfahrt, Fachwerkobergeschoss, Freitreppe, 16. Jahrhundert Mitte 19. Jahrhundert; mit Ausstattung | D-4-73-165-60 | Pfarrhof                                             |
| Pfarrgasse 112 (Standort)                                                                 | Satteldachhaus                                              | zweigeschossiges in Giebelstellung, Fachwerk, bezeichnet 1688 | D-4-73-165-61 | Satteldachhaus                                       |
| Pfarrgasse 113 (Standort)                                                                 | Halbwalmdachhaus                                            | zweigeschossig, in Traufstellung, Fachwerk, spätes 18. frühes 19. Jahrhundert | D-4-73-165-62 | Halbwalmdachhaus                                     |
| Rodach; auf der Inneren Rodachbrücke, nördliche Brüstung (Standort)                       | Bildstock                                                   | Sandstein, Pfeiler mit flachrechteckigem Aufsatz, Relieffeld mit Kreuzigungsgruppe, bezeichnet 1543 | D-4-73-165-71 | Bildstock                                            |
| Nähe Flenderstraße; Nähe Heldenweg; an der südwestlichen Ecke der Stadtmauer (Standort)   | Bildstock                                                   | Sandstein, quadratischer Pfeiler, Aufsatz mit Rundbogennische, spätes 18. Jahrhundert | D-4-73-165-86 | Bildstock                                            |
| Kreisstraße CO 16; an der Straße nach Witzmannsberg (Standort)                            | Bildstock                                                   | Sandstein, auf Pfeiler rundbogiger Aufsatz mit zwei flachen Nischen, bezeichnet 1688 | D-4-73-165-84 | Bildstock                                            |
| Nähe Geiersberg; am Zehntplatz vor dem Geiersberger Tor im Rückert-Gärtlein (Standort)    | Bildstock                                                   | sog Zehntmarter, Sandstein, Tischsockel mit Flachrelief, Säule mit zweiseitigem reliefiertem Aufsatz und Eisenkreuz, Nachbildung des verlorenen Originals, bezeichnet 1932 | D-4-73-165-77 | Bildstock                                            |
| Rodach; auf der Inneren Rodachbrücke, südliche Brüstung (Standort)                        | Hl. Johannes Nepomuk                                        | Sandstein, bezeichnet 1714/1906 | D-4-73-165-72 | Hl. Johannes Nepomuk                                 |
| Kirchplatz; an der Stadtpfarrkirche, Nordwand (Standort)                                  | Kruzifix                                                    | Steinkreuz, 19. Jahrhundert. | D-4-73-165-65 | Kruzifix                                             |
| Kirchgraben; am Weg zum Rückäckerholz (Standort)                                          | Bildhäuschen (Feldaltar)                                    | sogenanntes Käppela, Sandstein, Mitte 18. Jahrhundert | D-4-73-165-85 | Bildhäuschen (Feldaltar)                             |
| Industriestraße (Standort)                                                                | Verputzter Backsteinbau mit Satteldach                      | bezeichnet 1712, mit Hochrelief des 14. Jahrhunderts | D-4-73-165-73 | Verputzter Backsteinbau mit Satteldach               |
| Nähe Zentweg; am Weg zum Rückäckerholz im Flurteil „Am Kirchgraben“ (Standort)            | Bildstock                                                   | Sandstein, Sockel und Pfeiler erneuert, rechteckiger vierseitiger Aufsatz mit vier Reliefs, bezeichnet 1729 | D-4-73-165-80 | Bildstock                                            |
| Nähe Coburger Straße; Ecke Bahnhofstraße/Coburger Straße (Standort)                       | Bildstock                                                   | Sandstein, vierkaniger profilierter Sockel mit Blüten, darauf Vierkantpfeiler mit Ecksäulchen, Aufsatz mit vier Flachnischen, die dreipaßartig abschließen, 1591 | D-4-73-165-66 | Bildstock                                            |
| Poststraße (Standort)                                                                     | Bildstock                                                   | sogenannte Barbara Marter, Sandstein, gebauchter Vierkantsockel, darauf Sandsteinsäule mit flachrechteckigem Aufsatz mit zwei Reliefs, um 1760/70 | D-4-73-165-83 | Bildstock                                            |
| Steinerweg; westlich der Straße nach Wiesen (Standort)                                    | Kruzifix                                                    | Sandstein, 19./20. Jahrhundert | D-4-73-165-74 | Kruzifix                                             |
| Nähe Zentweg; an der Straße nach Witzmannsberg (Standort)                                 | Kruzifix                                                    | um 1910, bezeichnet mit dem Jahr 1954 | D-4-73-165-79 | Kruzifix                                             |
| Froschgraben; Industriestraße; Stockau (Standort)                                         | Äußere Rodachbrücke                                         | dreijochige Bogenbrücke über den Froschgraben, Sandstein, 1819 | D-4-73-165-64 | weitere Bilder                                       |
| Nähe Grubensteiner Weg; an der Straße nach Wiesen (Standort)                              | Kruzifix                                                    | Sandstein, um 1900 | D-4-73-165-76 | Kruzifix                                             |

### Aumühle
| Lage                                                       | Objekt     | Beschreibung                   | Akten-Nr.     | Bild       |
| ---------------------------------------------------------- | ---------- | ------------------------------ | ------------- | ---------- |
| Aumühle; am Feldweg westlich der Rodach (Standort)         | Steinkreuz | Sandstein, spätmittelalterlich | D-4-73-165-88 | Steinkreuz |
| Hattersdorf 32; westlich der abgegangenen Mühle (Standort) | Kruzifix   | 19. Jahrhundert                | D-4-73-165-89 | Kruzifix   |

### Autenhausen
| Lage | Objekt                                    | Beschreibung | Akten-Nr.      | Bild                                      |
| --- | ----------------------------------------- | --- | -------------- | ----------------------------------------- |
| Bergstraße 17 (Standort)                                                                                  | Katholische Pfarrkirche St. Sebastian     | Saalbau mit eingezogenem Chor und Einturmfassade, 1774; mit Ausstattung; Friedhofsmauer mit Tor, bezeichnet 1777                          | D-4-73-165-90  | weitere Bilder                            |
| Bergstraße 17 (Standort)                                                                                  | Kruzifix                                  | Sandstein, bezeichnet 1905. | D-4-73-165-97  | Kruzifix                                  |
| Bergstraße 19 (Standort)                                                                                  | Halbwalmdachhaus                          | eingeschossig, Fachwerk, bezeichnet 1805                                                                                                  | D-4-73-165-91  | Halbwalmdachhaus                          |
| Brückenstraße; Ecke Brücken-/Bergstraße (Standort)                                                        | Statue                                    | Immaculata auf geschweiftem Vierkantsockel, Rokokoarbeit, 1749                                                                            | D-4-73-165-99  | Statue                                    |
| Nähe Erlenbach; Weggabel nahe Einmündung des Erlenbachs in die Kreck neben moderner Wegkapelle (Standort) | Kruzifix                                  | Holz, um 1900 | D-4-73-165-108 | Kruzifix                                  |
| Kreisstraße CO 20; Nähe Bergstraße; Nähe Ortsausgang gegen Gleismuthhausen (Standort)                     | Bildstock                                 | Sandsteinsäule auf gebauchtem Sockel, korinthisches Kapitell, zweiseitiger reliefierter Aufsatz und Kreuz, bezeichnet 1706 und 1906       | D-4-73-165-103 | Bildstock                                 |
| Nähe Lindenstraße; Ortsausgang gegen Gemünda an Abzweigung zum Jüdischen Friedhof (Standort)              | Bildstocksockel                           | Sandstein, wohl 19. Jahrhundert. | D-4-73-165-101 | Bildstocksockel                           |
| Lindenstraße 5 (Standort)                                                                                 | Zweigeschossiges Mansard-Halbwalmdachhaus | Fachwerk, westliche Giebelseite verschiefert, Anfang 19. Jahrhundert                                                                      | D-4-73-165-92  | Zweigeschossiges Mansard-Halbwalmdachhaus |
| Nähe Lindenstraße, Nähe Nr. 11 (Standort)                                                                 | Ruine einer Mikwe                         | 18./19. Jahrhundert | D-4-73-165-199 | BW                                        |
| Nähe Lindenstraße; an der Straße nach Gemünda an Abzweigung zum Judenfriedhof (Standort)                  | Kruzifix                                  | Holzkreuz unter den Linden, um 1900 | D-4-73-165-102 | Kruzifix                                  |
| Nähe Lindenstraße; an der Straße nach Gemünda, an den Kellern (Standort)                                  | Kruzifix                                  | Holzkreuz auf steinernem Sockel mit Inschriftkartusche, bezeichnet 1770, Kreuz erneuert                                                   | D-4-73-165-100 | Kruzifix                                  |
| Nähe Querstraße; im Ort zwischen Brücken- und Ringstraße (Standort)                                       | Kruzifix                                  | Holz, 1898 | D-4-73-165-107 | Kruzifix                                  |
| Nähe Rosengasse (Standort)                                                                                | Kommunbrauhaus                            | eingeschossiges Fachwerkhaus mit Halbwalmdach, frühes 19. Jahrhundert, spätere Anbauten                                                   | D-4-73-165-200 | weitere Bilder                            |
| Thüringer Platz 1 (Standort)                                                                              | Zweigeschossiges Halbwalmdachhaus         | Fachwerk über hohem gemauerten Sockel, Laube, 18./19. Jahrhundert                                                                         | D-4-73-165-93  | Zweigeschossiges Halbwalmdachhaus         |
| Thüringer Platz 5 (Standort)                                                                              | Ehemaliges Jagdhaus des Klosters Langheim | heute Pfarrhof, zweigeschossiger Satteldachbau, Fachwerkobergeschoss, 1581, im 18./19. Jahrhundert umgebaut; Hofmauer mit Doppeltoranlage | D-4-73-165-94  | weitere Bilder                            |
| Thüringer Platz, vor Nr. 5 (Standort)                                                                     | Kruzifix                                  | Holz, um 1900 | D-4-73-165-106 | Kruzifix                                  |
| Thüringer Platz 13 (Standort)                                                                             | Gemeindehaus                              | Halbwalmdachhaus, Fachwerkobergeschoss auf Vierkantsäulen, vorkragend, bezeichnet 1718, 1935 rückwärts erweitert                          | D-4-73-165-95  | Gemeindehaus                              |
| Üdelsdorf; südöstlich vor dem Dorf (Standort)                                                             | Jüdischer Friedhof                        | rechteckige, stufenförmige Sandsteinmauer mit zwei Eisentoren, 97 Grabsteine des 19. bis frühen 20. Jahrhundert                           | D-4-73-165-98  | weitere Bilder                            |
| an der Straße nach Gleismuthhausen ()                                                                     | Wegkreuz                                  | Kruzifix, Holz, um 1900; nicht nachqualifiziert, im Bayerischen Denkmal-Atlas nicht kartiert                                              | D-4-73-165-104 |                                           |

### Bischwind
| Lage                      | Objekt                          | Beschreibung | Akten-Nr.      | Bild                            |
| ------------------------- | ------------------------------- | --- | -------------- | ------------------------------- |
| Bischwind 9 (Standort)    | Eingeschossiges Wohnstallhaus   | mit Halbwalmdach und Vorlaube, Fachwerkobergeschoss, bezeichnet 1850                                                                      | D-4-73-165-201 | Eingeschossiges Wohnstallhaus   |
| Haus Nummer 16 (Standort) | Zweigeschossiges Satteldachhaus | mit Zierfachwerk und Trauflaube, Mitte 19. Jahrhundert, aufgestockt 1919                                                                  | D-4-73-165-202 | Zweigeschossiges Satteldachhaus |
| In Bischwind (Standort)   | Evangelisch-lutherische Kirche  | kleiner Saalbau mit Firstreiter, wohl zweite Hälfte 17. Jahrhundert, Wetterfahne bezeichnet 1744, Portal bezeichnet 1843; mit Ausstattung | D-4-73-165-109 | weitere Bilder                  |

### Dietersdorf
| Lage                                               | Objekt                                | Beschreibung                                                                                    | Akten-Nr.      | Bild                                  |
| -------------------------------------------------- | ------------------------------------- | ----------------------------------------------------------------------------------------------- | -------------- | ------------------------------------- |
| Bahnhofsplatz 1 (Standort)                         | Steinkreuz                            | Kunststein, zur Erinnerung an einen Autounfall, 1911                                            | D-4-73-165-115 | Steinkreuz                            |
| Dietersdorfer Straße 5 (Standort)                  | Katholische Filialkirche St. Kilian   | Saalbau mit mächtigem Chorturm, 13.–19. Jahrhundert; mit Ausstattung                            | D-4-73-165-110 | weitere Bilder                        |
| Dietersdorfer Straße 5 (Standort)                  | Friedhofsmauer                        | Brockenmauerwerk, mittelalterlich                                                               | D-4-73-165-112 | Friedhofsmauer                        |
| Dietersdorfer Straße 5 (Standort)                  | Friedhofskreuz                        | Sandstein                                                                                       | D-4-73-165-112 | Friedhofskreuz                        |
| Nähe Schulstraße; vor dem Friedhof (Standort)      | Großes Kruzifix                       | Sandstein, bezeichnet mit dem Jahr 1892, dahinter zwei Gedenksteine                             | D-4-73-165-113 | Großes Kruzifix                       |
| Nähe Zehentgasse (Standort)                        | Ehemaliges würzburgische Zehntscheune | stattlicher Satteldachbau, Wappenstein, bezeichnet mit dem Jahr 1719                            | D-4-73-165-111 | Ehemaliges würzburgische Zehntscheune |
| östlich im Dorf an der Straße Richtung Neundorf () | Kruzifix                              | Sandstein, 19. Jahrhundert; nicht nachqualifiziert, im Bayerischen Denkmal-Atlas nicht kartiert | D-4-73-165-114 |                                       |

### Gemünda in Oberfranken
| Lage                                        | Objekt                                                  | Beschreibung | Akten-Nr.      | Bild                                                    |
| ------------------------------------------- | ------------------------------------------------------- | --- | -------------- | ------------------------------------------------------- |
| Am roten Hügel 7 (Standort)                 | Zweigeschossiges Fachwerkhaus                           | mit Satteldach, 18. Jahrhundert | D-4-73-165-119 | Zweigeschossiges Fachwerkhaus                           |
| Am roten Hügel 10 (Standort)                | Stattliches Bauernanwesen                               | eingeschossiges Wohnhaus mit Halbwalmdach, zum Teil modern verändertes Fachwerk bezeichnet mit dem Jahr 1597, Portal bezeichnet mit dem Jahr 1875                                           | D-4-73-165-120 | Stattliches Bauernanwesen                               |
| Am roten Hügel 10 (Standort)                | Stattliches Bauernanwesen                               | Scheune; zweigeschossiges Nebengebäude mit Satteldach | D-4-73-165-120 | Stattliches Bauernanwesen                               |
| Heldburger Straße 1 (Standort)              | Dreiseithof                                             | Dreiseithof, Hauptgebäude zweigeschossiges Halbwalmdachhaus, Fachwerkobergeschoss, bezeichnet 1805; Scheune; Nebengebäude; Hofmauer mit Hofeinfahrt und Portal, Sandstein, bezeichnet 1829. | D-4-73-165-121 | weitere Bilder                                          |
| Heldburger Straße 3 (Standort)              | Zweigeschossiges Halbwalmdachhaus                       | Fachwerk, Stall im Erdgeschoss aus Sandsteinquadern, bezeichnet mit dem Jahr 1822 | D-4-73-165-122 | Zweigeschossiges Halbwalmdachhaus                       |
| Heldburger Straße 4 (Standort)              | Abgewalmtes Frackdachhaus                               | Fachwerkobergeschoss, 18. Jahrhundert | D-4-73-165-123 | Abgewalmtes Frackdachhaus                               |
| Heldburger Straße 9 (Standort)              | Zweigeschossiges Halbwalmdachhaus                       | Fachwerk, 18./19. Jahrhundert | D-4-73-165-125 | Zweigeschossiges Halbwalmdachhaus                       |
| Heldburger Straße 10 (Standort)             | Fachwerkscheune                                         | frühes 19. Jahrhundert | D-4-73-165-126 | Fachwerkscheune                                         |
| Heldburger Straße 11 (Standort)             | Zweigeschossiges Halbwalmdachhaus                       | verschiefertes Fachwerkobergeschoss, zweigeschossige Laube, 19. Jahrhundert | D-4-73-165-127 | Zweigeschossiges Halbwalmdachhaus                       |
| Heldburger Straße 12 (Standort)             | Gasthaus zum Roten Ochsen                               | zweigeschossiger Satteldachbau, Fachwerkobergeschoss, erneuertes Fachwerk, bezeichnet mit dem Jahr 1594, Portal bezeichnet mit dem Jahr 1822                                                | D-4-73-165-128 | Gasthaus zum Roten Ochsen                               |
| Heldburger Straße 15 (Standort)             | Gasthaus zum Goldenen Löwen                             | zweigeschossiges Walmdachhaus, Fachwerk, seitlich überdachte Hofeinfahrt, klassizistische Türen, bezeichnet mit dem Jahr 1789                                                               | D-4-73-165-129 | Gasthaus zum Goldenen Löwen                             |
| Heldburger Straße 19 (Standort)             | Zweigeschossiges Satteldachhaus                         | Fachwerkobergeschoss, Fachwerkgiebel bezeichnet mit dem Jahr 1683 | D-4-73-165-130 | Zweigeschossiges Satteldachhaus                         |
| Heldburger Straße 21 (Standort)             | Zweigeschossiges Satteldachhaus                         | seitlich überbaute Hofdurchfahrt, verputztes Fachwerkobergeschoss, Stalltür bezeichnet mit dem Jahr 1590                                                                                    | D-4-73-165-131 | Zweigeschossiges Satteldachhaus                         |
| Heldburger Straße 22 (Standort)             | Gemeindehaus mit Schmiede                               | zweigeschossiger Satteldachbau, Erdgeschoss massiv mit von Steinpfeilern gestütztem Vorbau, bezeichnet mit dem Jahr 1587, Fachwerkobergeschoss, bezeichnet mit dem Jahr 1709, Laube         | D-4-73-165-132 | Gemeindehaus mit Schmiede                               |
| Heldburger Straße 26 (Standort)             | Zweigeschossiges Satteldachhaus                         | Fachwerk, straßenseitig verputzt, westliche Giebelseite verschiefert, Hochlaube, spätes 17./frühes 18. Jahrhundert                                                                          | D-4-73-165-133 | Zweigeschossiges Satteldachhaus                         |
| Heldburgplatz 1; Heldburgplatz 2 (Standort) | Kirchhofmauer                                           | spätmittelalterlich, bogenförmig geführt, Sandstein | D-4-73-165-118 | Kirchhofmauer                                           |
| Heldburgplatz 2 (Standort)                  | Evangelisch-lutherische Pfarrkirche St. Johannes        | m Kern spätmittelalterlicher Saalbau mit eingezogenem Chor und Turm, bezeichnet mit dem Jahr 1515, Turm 1566- 68, 1787 Erneuerung Langhaus; mit Ausstattung                                 | D-4-73-165-117 | weitere Bilder                                          |
| Heldburgplatz 5 (Standort)                  | Pfarrhaus                                               | zweigeschossiges Halbwalmdachhaus, 1748; Backhaus | D-4-73-165-124 | Pfarrhaus                                               |
| Heldburgplatz 5 (Standort)                  | Fachwerkscheune mit Satteldach, frühes 19. Jahrhundert; | | D-4-73-165-124 | Fachwerkscheune mit Satteldach, frühes 19. Jahrhundert; |
| Jägershof (Standort)                        | Zehntscheune                                            | mit Satteldach, Fachwerk, 18. Jahrhundert | D-4-73-165-203 | BW                                                      |
| Stegnersgasse 12 (Standort)                 | Zweigeschossiges Halbwalmdachhaus                       | Fachwerk zum Teil verkleidet, zweigeschossige Laube, modern bezeichnet mit dem Jahr 1793 | D-4-73-165-134 | Zweigeschossiges Halbwalmdachhaus                       |
| Ummerstadter Straße 2 (Standort)            | Fachwerkscheune                                         | mit Satteldach über Kellereingang, bezeichnet mit dem Jahr 1816 | D-4-73-165-135 | Fachwerkscheune                                         |

### Gleismuthhausen
| Lage                                                                                 | Objekt                          | Beschreibung                                                                                                 | Akten-Nr.      | Bild           |
| ------------------------------------------------------------------------------------ | ------------------------------- | --- | -------------- | -------------- |
| In Gleismuthhausen; westlicher Ortsausgang, an der Straße nach Dürrenried (Standort) | Steinkreuz                      | Sandstein, wohl spätmittelalterlich                                                                          | D-4-73-165-140 | Steinkreuz     |
| In Gleismuthhausen; westlicher Ortsausgang, an der Straße nach Dürrenried (Standort) | Kruzifix                        | Holz, spätes 19. Jahrhundert                                                                                 | D-4-73-165-139 | Kruzifix       |
| Gleismuthhausen 8 1/2 (Standort)                                                     | Filialkirche St. Antonius Abbas | im Kern spätmittelalterliche Chorturmkirche, 1766 und 1806 umgestaltet und erneuert; mit Ausstattung         | D-4-73-165-136 | weitere Bilder |
| Gleismuthhausen 8 1/2 (Standort)                                                     | Kirchhofmauer                   | bezeichnet mit dem Jahr 1570                                                                                 | D-4-73-165-137 | Kirchhofmauer  |
| Gleismuthhausen 8 1/2 (Standort)                                                     | Kirchhofkreuz                   | bezeichnet mit dem Jahr 1899                                                                                 | D-4-73-165-137 | Kirchhofkreuz  |
| In Gleismuthhausen; am östlichen Ortsausgang (Standort)                              | Stele                           | Sandstein mit Relief des hl. Franz Xaver auf Vierkantsockel, um 1760/70                                      | D-4-73-165-141 | Stele          |
| In Gleismuthhausen; Ortsmitte bei Haus Nummer 37 (Standort)                          | Kruzifix                        | Sandstein, um 1910                                                                                           | D-4-73-165-138 | Kruzifix       |
| an der Straße nach Autenhausen (Standort)                                            | Kruzifix                        | Sandstein, bezeichnet mit dem Jahr 1926; nicht nachqualifiziert, im Bayerischen Denkmal-Atlas nicht kartiert | D-4-73-165-142 | Kruzifix       |

### Hattersdorf
| Lage                                                                                            | Objekt                               | Beschreibung                                                                                                   | Akten-Nr.      | Bild                                 |
| ----------------------------------------------------------------------------------------------- | ------------------------------------ | --- | -------------- | ------------------------------------ |
| In Hattersdorf (Standort)                                                                       | Steintrog                            | mit von einer Kugel bekrönten Obelisk, 1786/87 von Michael Trautmann (ehemaliges in Tambach, Figuren verloren) | D-4-73-165-147 | Steintrog                            |
| Hattersdorf 2 (Standort)                                                                        | Bauernhaus                           | zweigeschossiger Fachwerkbau mit Durchfahrt und angebautem Stallteil, um 1800                                  | D-4-73-165-198 | Bauernhaus                           |
| Hattersdorf 6 a (Standort)                                                                      | Ehemaliges Gut des Klosters Langheim | stattlicher Sandsteinquaderbau mit Walmdach, bezeichnet mit dem Jahr 1630                                      | D-4-73-165-143 | Ehemaliges Gut des Klosters Langheim |
| Hattersdorf 10 (Standort)                                                                       | Zehntscheune                         | verputzter massiver Walmdachbau, bezeichnet mit dem Jahr 1721                                                  | D-4-73-165-146 | Zehntscheune                         |
| Hattersdorf 20 (Standort)                                                                       | Gemeindehaus                         | zweigeschossiges Fachwerkhaus, Walmdach mit Dachreiter, zweite Hälfte 18. Jahrhundert                          | D-4-73-165-145 | Gemeindehaus                         |
| Hattersdorf 29 a (Standort)                                                                     | Ehemaliges Brennerei und Backhaus    | zweigeschossiger Sandsteinquaderbau mit Satteldach, spätklassizistisch, bezeichnet mit dem Jahr 1852           | D-4-73-165-206 | Ehemaliges Brennerei und Backhaus    |
| Rodach; auf der Rodachbrücke (Standort)                                                         | Bildstock                            | Sandstein, vierseitiger Aufsatz mit tiefer Nische, bezeichnet mit dem Jahr 1590, Erneuerungen von 1949         | D-4-73-165-149 | Bildstock                            |
| Staatsstraße 2204; Abzweigung Ortsstraße von der Straße Dietersdorf-Seßlach (Standort)          | Bildstock                            | Sandstein, vierseitiger Aufsatz mit Bildnischen, bezeichnet mit dem Jahr 1603                                  | D-4-73-165-148 | Bildstock                            |
| Staatsstraße 2204; nahe Abzweigung der Ortsstraße von der Straße Dietersdorf-Seßlach (Standort) | Kruzifix                             | Sandstein, bezeichnet mit dem Jahr 1873                                                                        | D-4-73-165-150 | Kruzifix                             |

### Heilgersdorf
| Lage | Objekt                              | Beschreibung | Akten-Nr.      | Bild           |
| --- | ----------------------------------- | --- | -------------- | -------------- |
| Bauersleite; Burgstall; Wiesener Holz; im Wald etwa 115 m westnordwestlich Punkt 343,6 (Röthberg) (Standort) | Christenstein                       | wuchtiger Felsblock mit um 1860 eingehauenen Namen, Sandstein | D-4-73-165-154 | Christenstein  |
| Heilgersdorfer Hauptstraße 10 (Standort)                                                                     | Evangelisch-lutherische Pfarrkirche | Saalbau mit Einturmfassade, 1753–58; mit Ausstattung | D-4-73-165-151 | weitere Bilder |
| Rothenberger Straße; Ecke Rothenberger/Heilgersdorfer Hauptstraße (Standort)                                 | Brunnen                             | runder, gebauchter Steintrog, 18. Jahrhundert | D-4-73-165-153 | Brunnen        |
| Schloßhof 3 (Standort)                                                                                       | Schloss Heilgersdorf                | Zweigeschossige Dreiflügelanlage mit Mansarddach, 1716/17 (d), Hof durch Loggia mit Balusterterrasse geschlossen, Ehewappen Lichtenstein-Veltheim über dem Hauptportal | D-4-73-165-152 | weitere Bilder |

### Krumbach
| Lage | Objekt       | Beschreibung | Akten-Nr.      | Bild         |
| --- | ------------ | --- | -------------- | ------------ |
| In Krumbach, gegenüber Haus Nummer 18 (Standort)                                                        | Bildhäuschen | Sogenanntes Käppela, Sandstein, auf Sockel Aufsatz mit von zwei Pilastern flankierten tiefen Nische, darin Muttergottes mit Christuskind, zweite Hälfte 19. Jahrhundert | D-4-73-165-158 | Bildhäuschen |
| In Krumbach, neben Haus Nr 20a (Standort)                                                               | Bildhäuschen | Sogenanntes Käppela, Sandstein, auf Sockel Aufsatz mit tiefer Nische, 19. Jahrhundert                                                                                   | D-4-73-165-159 | Bildhäuschen |
| In Krumbach, vor Haus Nummer 15 (Standort)                                                              | Brunnen      | Sandstein, runder gebauchter Trog, 18. Jahrhundert | D-4-73-165-156 | Brunnen      |
| In Krumbach, gegenüber Haus Nummer 1 (Standort)                                                         | Brunnen      | runder gebauchter Trog, Sandstein, 18./19. Jahrhundert | D-4-73-165-155 | Brunnen      |
| In Krumbach, vor Haus Nummer 21 (Standort)                                                              | Bildstock    | Sandstein, dimantierter Sockel, Aufsatz mit vier Relieffeldern, bezeichnet mit dem Jahr 1721                                                                            | D-4-73-165-160 | Bildstock    |
| Krumbach 16; am Weg nach Seßlach bei Punkt 342,8 (Standort)                                             | Kruzifix     | Holz, um 1870 | D-4-73-165-161 | Kruzifix     |
| Krumbach 18 (Standort)                                                                                  | Bauernhaus   | zweigeschossiger, gegen die Straße giebelständiger Walmdachbau, Erdgeschoss massiv, Obergeschoss Sichtfachwerk, Kruzifix an der Giebelseite, Sandstein, um 1890         | D-4-73-165-157 | Bauernhaus   |
| Straßäcker; an der Straße Witzmannsberg-Seßlach, bei der Abzweigung zum Ort bei Punkt 316, 1 (Standort) | Kreuzstein   | mittelalterlich | D-4-73-165-162 | Kreuzstein   |
| Tonleite; bei Punkt 356,0 (Standort)                                                                    | Kruzifix     | Sockel und Kreuz Sandstein, Korpus Kunststein, um 1870 | D-4-73-165-163 | Kruzifix     |

### Lechenroth
| Lage                                                   | Objekt    | Beschreibung                                                                                             | Akten-Nr.      | Bild      |
| ------------------------------------------------------ | --------- | --- | -------------- | --------- |
| Lechenroth 15; Ortsausgang gegen Muggenbach (Standort) | Bildstock | Sandstein, Vierkantsockel, Rundschaft mit Kämpfer und vierseitigem Aufsatz, bezeichnet mit dem Jahr 1800 | D-4-73-165-164 | Bildstock |

### Merlach
| Lage                  | Objekt           | Beschreibung                                                                                  | Akten-Nr.      | Bild             |
| --------------------- | ---------------- | --------------------------------------------------------------------------------------------- | -------------- | ---------------- |
| In Merlach (Standort) | Gemeindebackhaus | Sandsteinquaderbau, Mitte 19. Jahrhundert                                                     | D-4-73-165-205 | Gemeindebackhaus |
| Merlach 15 (Standort) | Gemeindehaus     | erdgeschossiger Halbwalmdachbau, Dachreiter, spätes 18. Jahrhundert mit modernen Erneuerungen | D-4-73-165-165 | Gemeindehaus     |
| Merlach 15 (Standort) | Kommunbrauhaus   | Sandsteinquaderbau mit Satteldach, Mitte 19. Jahrhundert                                      | D-4-73-165-204 | Kommunbrauhaus   |

### Muggenbach
| Lage                     | Objekt                               | Beschreibung | Akten-Nr.      | Bild           |
| ------------------------ | ------------------------------------ | --- | -------------- | -------------- |
| Lechenroth 14 (Standort) | Ehemaliges Gut des Klosters Langheim | im Kern 16. Jahrhundert (bezeichnet mit dem Jahr 1562), im 19. Jahrhundert verändert, massives zweigeschossiges Wohnhaus aus Sandsteinquadern mit Fachwerkgiebeln und Satteldach; Wirtschaftsgebäude mit Stallungen, zweigeschossiger Sandsteinquaderbau mit Satteldach; Nebengebäude, eingeschossige Sandsteinquaderbauten mit Satteldach; Umfassungsmauer | D-4-73-165-166 | weitere Bilder |

### Oberelldorf
| Lage                                                                            | Objekt                         | Beschreibung | Akten-Nr.      | Bild                           |
| ------------------------------------------------------------------------------- | ------------------------------ | --- | -------------- | ------------------------------ |
| Dorfstraße 3 (Standort)                                                         | Wohnstallhaus                  | mit abgewalmten Frackdach, Fachwerkobergeschoss, Mitte 19. Jahrhundert, Eingangslaube erneuert                      | D-4-73-165-169 | Wohnstallhaus                  |
| Dorfstraße 6 (Standort)                                                         | Brunnen                        | Sandstein, gebauchter Brunnentrog, 18. Jahrhundert                                                                  | D-4-73-165-173 | Brunnen                        |
| Dorfstraße 13 (Standort)                                                        | Zweigeschossiges Wohnstallhaus | mit Walmdach, Fachwerk, hofseitiger Eingang mit Laube, Mitte 19. Jahrhundert                                        | D-4-73-165-170 | Zweigeschossiges Wohnstallhaus |
| Dorfstraße 14 (Standort)                                                        | Eingeschossiges Bauernhaus     | mit Schopfwalmdach und Laube, zum Teil Fachwerk, erste Hälfte 19. Jahrhundert                                       | D-4-73-165-171 | Eingeschossiges Bauernhaus     |
| Dorfstraße 17 (Standort)                                                        | Bildstock                      | Sandstein, Vierkantpfeiler, vierseitiger Aufsatz mit Bildnischen, bezeichnet mit dem Jahr 1605                      | D-4-73-165-175 | Bildstock                      |
| Friedhofsweg 1 (Standort)                                                       | Katholische Filialkirche       | Chorturmkirche, im Kern 14./15. Jahrhundert, Langhaus um 1710/20, neugotischer Sakristeianbau 1895; mit Ausstattung | D-4-73-165-167 | weitere Bilder                 |
| Friedhofsweg 1; vor der Kirche (Standort)                                       | Kruzifix                       | Sandstein, bezeichnet mit dem Jahr 1868                                                                             | D-4-73-165-174 | Kruzifix                       |
| Friedhofsweg 1 (Standort)                                                       | Kirchhof                       | mit annähernd ovaler Kirchhofummauerung, Sandstein, wohl spätmittelalterlich                                        | D-4-73-165-168 | Kirchhof                       |
| Gartenstraße 2 (Standort)                                                       | Bauernhaus                     | zweigeschossiger Satteldachbau, Erdgeschoss mit Pilastergliederung, Fachwerkobergeschoss, bezeichnet 1893           | D-4-73-165-172 | Bauernhaus                     |
| Großer Mühlrangen; am Waldweg 350m südlich Punkt 348,9 (Standort)               | Zehntstein                     | Sandstein, bezeichnet mit dem Jahr 1707                                                                             | D-4-73-165-180 | Zehntstein                     |
| Heerholz; östlich am Weg zum Tannenholz (Standort)                              | Bildhäuschen                   | Sandstein, Tischsockel, Aufsatz mit Nische und Eisenkreuz, bezeichnet mit dem Jahr 1873; mit Heiligenfigur          | D-4-73-165-179 | Bildhäuschen                   |
| Kleinflur; an der Gartenstraße (Standort)                                       | Kruzifix                       | Sandstein, um 1890                                                                                                  | D-4-73-165-176 | Kruzifix                       |
| Krautfeld; östlich vor dem Dorf (Standort)                                      | Bildstock                      | Sandstein, vierseitiger Aufsatz mit flachen Nischen, bezeichnet 1605                                                | D-4-73-165-178 | Bildstock                      |
| Wahlwiesen; unter den vier Linden, etwa 250 m nordöstlich der Kirche (Standort) | Bildstock                      | sogenannte Georgsmarter, Sandstein, vierseitiger Aufsatz mit Bildnischen, bezeichnet 1605                           | D-4-73-165-177 | Bildstock                      |

### Rothenberg
| Lage                                                                 | Objekt                                  | Beschreibung | Akten-Nr.      | Bild                             |
| -------------------------------------------------------------------- | --------------------------------------- | --- | -------------- | -------------------------------- |
| An der Hohen Straße; am Feldweg zum Sandmoos (Standort)              | Bildstock                               | Sandstein, Säule und rechteckiger Aufsatz mit zwei Nischen, bezeichnet mit dem Jahr 1704 (neu errichtet 1960)                                           | D-4-73-165-188 | Bildstock                        |
| In Rothenberg; gegenüber der Kirche (Standort)                       | Kruzifix                                | Sandstein, um 1900 | D-4-73-165-186 | Kruzifix                         |
| Rothenberg 5 (Standort)                                              | Vierseithof                             | zweigeschossiges Wohnstallhaus mit Satteldach, Fachwerkobergeschoss, im Kern Sandsteinquaderbau des 18. Jahrhunderts; Nebengebäude                      | D-4-73-165-181 | weitere Bilder                   |
| Rothenberg 6 (Standort)                                              | Eingeschossiges Wohnstallhaus           | mit Halbwalmdach, Fachwerk über Sandsteinquadersockel, Laube, spätes 18. frühes 19. Jahrhundert; Scheune Fachwerkbau, spätes 18. frühes 19. Jahrhundert | D-4-73-165-182 | weitere Bilder                   |
| Rothenberg 16 1/2; Rothenberg 17; am Südostrand des Ortes (Standort) | Kruzifix                                | Sandstein, spätes 19. Jahrhundert | D-4-73-165-187 | Kruzifix                         |
| Rothenberg 18 (Standort)                                             | Eingeschossiges Halbwalmdachhaus        | Fachwerk, zum Teil verschiefert, Kellerstall, Laube, Mitte 19. Jahrhundert                                                                              | D-4-73-165-184 | Eingeschossiges Halbwalmdachhaus |
| Rothenberg 21 (Standort)                                             | Katholische Filialkirche St. Laurentius | Chorturm 15. und 17. Jahrhundert, Langhaus um 1700; mit Ausstattung                                                                                     | D-4-73-165-185 | weitere Bilder                   |

### Schloss Geiersberg
| Lage                                                                                    | Objekt             | Beschreibung                                                                                  | Akten-Nr.      | Bild               |
| --------------------------------------------------------------------------------------- | ------------------ | --------------------------------------------------------------------------------------------- | -------------- | ------------------ |
| Am Geiersberg; Nähe Schloß Geiersberg; Seßlach 132; Seßlach 132a (Standort)             | Schloss Geiersberg | Hauptbau mit Walmdach, 17. bis 19. Jahrhundert, mit quadratischem Treppenturm, um 1600/20     | D-4-73-165-189 | Schloss Geiersberg |
| Am Geiersberg; Nähe Schloß Geiersberg; Seßlach 132; Seßlach 132a (Standort)             | Schloss Geiersberg | Jägerhaus, Walmdachbau von 1541 (bezeichnet) und ehemaliger Bergfried, neugotisch umgestaltet | D-4-73-165-189 | Schloss Geiersberg |
| Am Geiersberg; Nähe Schloß Geiersberg; Seßlach 132; Seßlach 132a (Standort)             | Schloss Geiersberg | als Verbindung gekrümmt verlaufende spätmittelalterliche Schildmauer; Zisterne                | D-4-73-165-189 | Schloss Geiersberg |
| Am Geiersberg; Nähe Schloß Geiersberg; Seßlach 132; Seßlach 132a (Standort)             | Schloss Geiersberg | nordöstlich Ökonomiegebäude, langgestreckter zweigeschossiger Walmdachbau, 1728/32            | D-4-73-165-189 | BW                 |
| Am Geiersberg; Nähe Schloß Geiersberg; Seßlach 132; Seßlach 132a (Standort)             | Schloss Geiersberg | östlich eingeschossige Scheune, Halbwalmdach, erste Hälfte 18. Jahrhundert                    | D-4-73-165-189 | BW                 |
| Am Geiersberg; ca. 300 m östlich vom Schloss nahe der Straße nach Watzendorf (Standort) | Turm               | quadratischer Kapellenturm mit Treppengiebeln, zweite Hälfte 19. Jahrhundert; mit Ausstattung | D-4-73-165-190 | Turm               |

### Unterelldorf
| Lage                                                         | Objekt                         | Beschreibung                                                                                                | Akten-Nr.      | Bild                           |
| ------------------------------------------------------------ | ------------------------------ | --- | -------------- | ------------------------------ |
| Unterelldorf 3; Unterelldorf 4 (Standort)                    | Satteldachhaus                 | eingeschossig, mit Fachwerkgiebel und Dachreiter, 18./19. Jahrhundert (Wetterfahne bezeichnet 1730)         | D-4-73-165-191 | Satteldachhaus                 |
| Unterelldorf 14 (Standort)                                   | Zweigeschossiges Wohnstallhaus | abgewalmtes Frackdach, Fachwerk, Laube, Mitte 19. Jahrhundert                                               | D-4-73-165-192 | Zweigeschossiges Wohnstallhaus |
| Unterelldorf 31; am Ortsausgang gegen Rothenberg (Standort)  | Bildstock                      | sog Märtela, Sandstein, auf quadratischem Pfeiler Aufsatz mit flachen Nischen, bezeichnet mit dem Jahr 1803 | D-4-73-165-193 | Bildstock                      |
| Wag; an der Straße Unterellendorf - Hafenpreppach (Standort) | Bildstock                      | Sandstein, auf quadratischem Pfeiler Aufsatz mit zwei flachen Nischen, um 1800                              | D-4-73-165-194 | Bildstock                      |
| Geißhügel; am Ortsausgang gegen Oberelldorf (Standort)       | Bildstock                      | Sandstein, auf Pfeiler flacher Aufsatz mit zwei Bildnischen, wohl 17. Jahrhundert                           | D-4-73-165-195 | Bildstock                      |

### Wiesen
| Lage                                                                                    | Objekt     | Beschreibung                                                                                   | Akten-Nr.      | Bild       |
| --------------------------------------------------------------------------------------- | ---------- | ---------------------------------------------------------------------------------------------- | -------------- | ---------- |
| Christensteinsleite; am Weg nach Heilgersdorf, 200 m westlich Schloss Wiesen (Standort) | Kreuzstein | bezeichnet 1643                                                                                | D-4-73-165-197 | Kreuzstein |
| Schloss Wiesen 1 (Standort)                                                             | Schloss    | stattlicher dreigeschossiger Satteldachbau mit rundem Eckturm, Fachwerkgiebel, 16. Jahrhundert | D-4-73-165-196 | Schloss    |
| Schloss Wiesen 1 (Standort)                                                             | Schloss    | erdgeschossiges Wirtschaftsgebäude mit Rundbogenportalen, wohl 16. Jahrhundert                 | D-4-73-165-196 | BW         |

## Ehemalige Baudenkmäler nach Ortsteilen
In diesem Abschnitt sind Objekte aufgeführt, die früher einmal in der Denkmalliste eingetragen waren, jetzt aber nicht mehr. Objekte, die in anderem Zusammenhang – also z. B. als Teil eines Baudenkmals – weiter eingetragen sind, sollen hier nicht aufgeführt werden. Aktennummern in diesem Abschnitt sind ehemalige, jetzt nicht mehr gültige Aktennummern.

### Seßlach
| Lage                         | Objekt         | Beschreibung                                                                                                   | Akten-Nr.     | Bild           |
| ---------------------------- | -------------- | --- | ------------- | -------------- |
| Luitpoldstraße 20 (Standort) | Satteldachhaus | zweigeschossig, traufseitig, mit korbbogigem Durchfahrtstor in Sandsteinrahmung, Fachwerkobergeschoss, um 1700 | D-4-73-165-38 | Satteldachhaus |